# Reprezentacja Polski w piłce nożnej mężczyzn
Reprezentacja Polski w piłce nożnej mężczyzn – drużyna piłkarska reprezentująca Rzeczpospolitą Polską w zawodach międzynarodowych. Za jej funkcjonowanie odpowiedzialny jest Polski Związek Piłki Nożnej, organ zarządzający piłką nożną w Polsce. W reprezentacji mogą występować wyłącznie zawodnicy posiadający obywatelstwo polskie.
Reprezentacja Polski swój pierwszy mecz międzypaństwowy rozegrała w 1921 przeciwko Węgrom. Głównym stadionem, na którym podejmuje rywali w roli gospodarza, jest obecnie Stadion Narodowy w Warszawie. Z kolei jedynym obiektem posiadającym nadane przez PZPN miano stadionu narodowego jest Stadion Śląski w Chorzowie.
Polska bierze udział w rozgrywkach Pucharu Świata FIFA (mistrzostw świata) oraz mistrzostw Europy UEFA (EURO), które odbywają się naprzemiennie co dwa lata. Uczestniczyła w dziewięciu z dwudziestu jeden turniejów finałowych MŚ oraz w pięciu z szesnastu turniejów finałowych ME. Najlepszym wynikiem Polski w turnieju FIFA jest dwukrotnie trzecie miejsce osiągnięte w 1974 i 1982, a w ME – ćwierćfinał w 2016. W 1974 polski napastnik Grzegorz Lato został królem strzelców MŚ (7 trafień). W 2012 Polska wraz z Ukrainą organizowała Mistrzostwa Europy.
W przeszłości Polacy, w ramach reprezentacji A, sześciokrotnie brali również udział w turniejach olimpijskich, zdobywając w nich mistrzostwo w 1972 oraz wicemistrzostwo w 1976. Od 1992 w IO startują jednak tylko reprezentacje do lat 23 (w tej kategorii Polacy sięgnęli po wicemistrzostwo w 1992).
Reprezentacja błędnie nazywana jest również często kadrą, która jest szerszym pojęciem. Kadra powoływana jest przez właściwego trenera lub selekcjonera w kategorii klubu, okręgu lub związku i stanowi bazę do wyłonienia reprezentacji. Z kolei reprezentacja to grupa wyłoniona spośród członków kadry, czynnie uczestnicząca w rozgrywce sportowej.

## Historia

### 1921–1939: Początki

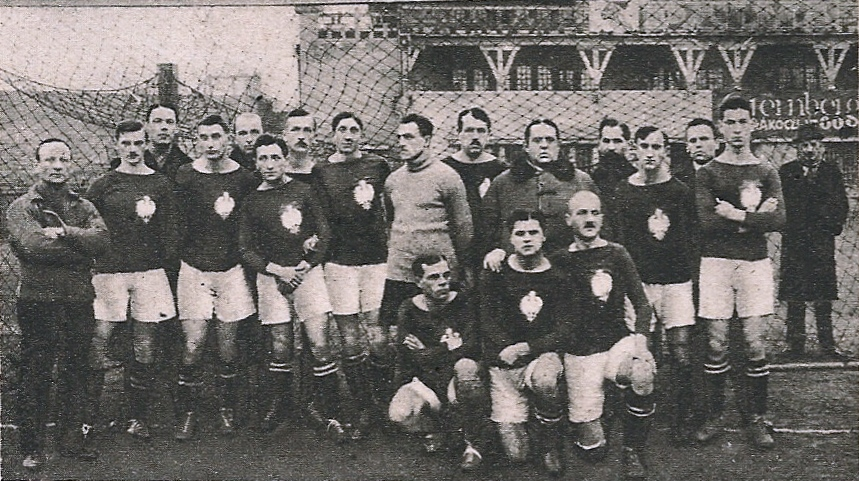
Reprezentacja Polski przed swoim pierwszym meczem w historii, 18 grudnia 1921

Koncepcja utworzenia piłkarskiej reprezentacji Polski pojawiła się w 1919 r. podczas założycielskiego zgromadzenia Polskiego Związku Piłki Nożnej. Za jeden ze swoich głównych celów władze PZPN postawiły sobie udział drużyny narodowej w turnieju piłkarskim igrzysk olimpijskich w Antwerpii. Planom olimpijskiego debiutu przeszkodziła jednak agresja bolszewicka, dlatego ze startu zrezygnowano. Inauguracyjny pojedynek międzypaństwowy „Biało-Czerwoni” rozegrali zatem dopiero 18 grudnia 1921 na stadionie Hungária körúti w Budapeszcie, w towarzyskim meczu przeciwko Węgrom, zakończonym porażką 0:1.
Pierwsze zwycięstwo Polacy odnieśli 28 maja 1922 w towarzyskiej potyczce na Stadionie w Sztokholmie nad Szwecją (2:1), a historyczną premierową bramkę strzelił z rzutu karnego Józef Klotz. 20 kwietnia 1923 PZPN stał się członkiem FIFA podczas kongresu tej organizacji w Genewie. W maju 1924 r. reprezentacja Polski zadebiutowała na światowej imprezie – Letnich Igrzyskach Olimpijskich. W Paryżu rozegrała jedno spotkanie, ulegając Węgrom 0:5. W październiku 1933 r. „Biało-Czerwoni” po raz pierwszy przystąpili do eliminacji mistrzostw świata, rywalizując z Czechosłowacją. W pierwszym spotkaniu na warszawskim Stadionie WP lepsi okazali się goście, zwyciężając 2:1 (bramkę dla Polski zdobył Henryk Martyna z rzutu karnego). Ministerstwo Spraw Zagranicznych zakazało piłkarzom wyjazdu do Pragi na mecz rewanżowy.

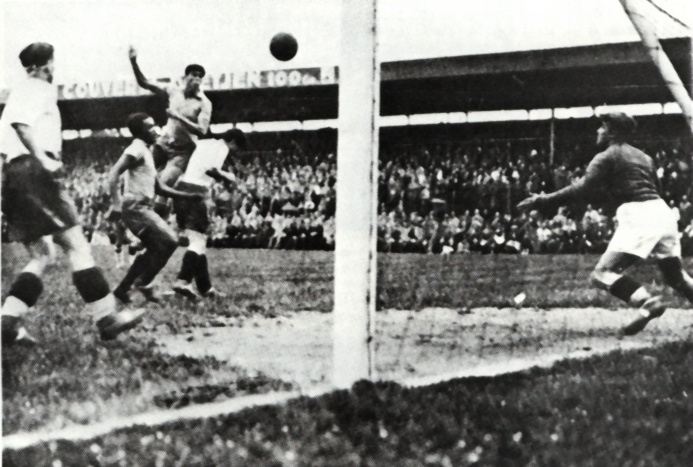
Mecz Brazylii i Polski podczas MŚ 1938

Cztery lata później, w eliminacjach MŚ 1938 Polacy wyeliminowali Jugosławię. Debiut w finałach mistrzostw świata nastąpił 5 czerwca 1938 na Stade de la Meinau w Strasburgu w przegranym po dogrywce 5:6 spotkaniu 1/8 finału z Brazylią. W 1936 r. Polacy prowadzeni przez Józefa Kałużę wywalczyli 4. miejsce w turnieju olimpijskim w Berlinie. Największą gwiazdą przedwojennej reprezentacji był Ernest Wilimowski, zdobywca czterech goli w jednym meczu MŚ, co pozostawało rekordem mundiali do 1994 r. Sukcesem polskiej reprezentacji było również pokonanie w sierpniu 1939 r. wicemistrzów świata Węgrów 4:2.

### 1947–1970
Pierwszy po II wojnie światowej mecz polska reprezentacja rozegrała 11 czerwca 1947 w Oslo, przegrywając 1:3 z Norwegią. Największym sukcesem Polaków w pierwszych powojennych latach było towarzyskie zwycięstwo 3:1 nad jedną z czołowych wówczas drużyn europejskich, Czechosłowacją (1948). W tym samym roku, 26 czerwca 1948 w Kopenhadze reprezentacja Polski doznała najwyższej porażki w swojej historii, przegrywając z Danią 0:8.
Do połowy lat 50. reprezentacja narodowa rozegrała tylko jedno spotkanie o wyższą stawkę. Doszło do niego w 1952 w 1/8 finału igrzysk olimpijskich w Finlandii przeciwko Danii, a zakończyło się ono porażką 0:2 (wcześniej Polska pokonała występujący w kategorii amatorskiej zespół Francji). Jednym z najważniejszych piłkarzy w składzie reprezentacji był wówczas Gerard Cieślik. Polska miała przystąpić do eliminacji MŚ 1954, ale po wylosowaniu Węgier (jednej z najsilniejszych drużyn na świecie) wycofała się. Dnia 2 marca 1955 w Wiedniu PZPN przystąpił do nowo zawiązanej Europejskiej Unii Piłkarskiej.
W 1957 drużyna prowadzona m.in. przez Henryka Reymana rywalizowała ze Związkiem Radzieckim o awans do finałów MŚ 1958. Po porażce w Moskwie i rewanżowej wygranej w Chorzowie, w dodatkowym meczu na neutralnym terenie w Lipsku Polacy przegrali i nie wystąpili w MŚ. W 1959 zespół zadebiutował w eliminacjach do Pucharu Narodów Europy 1960, przegrywając rywalizację z Hiszpanią. Jesienią powodzeniem zakończyły się z kolei eliminacje do IO 1960, w których Polacy nie wyszli z grupy. Ważną postacią zespołu był wówczas napastnik Ernest Pol.
W 1961 reprezentacja Polski wzięła udział w eliminacjach do MŚ 1962, przegranych po dwumeczu z Jugosławią. Rok później Polacy dwukrotnie przegrali z Irlandią Północną w eliminacjach Pucharu Narodów Europy 1964. 4 września 1963 w Szczecinie Polacy pokonali Norwegów 9:0, co przez następne 45 lat było najwyższym zwycięstwem polskiego zespołu. Swojego pierwszego gola w reprezentacji strzelił wtedy Włodzimierz Lubański, czołowa postać tej drużyny w kolejnych latach. Polska przegrała również kolejne eliminacje, tym razem do MŚ 1966. W decydującym meczu uległa w Rzymie Włochom 1:6.
W następnych latach piłkarze zaliczali kolejne przegrane eliminacje, kolejno do PNE 1968 oraz IO 1968. W 1969 w zespole pojawił się Kazimierz Deyna. Pomimo obecności w składzie kilku klasowych graczy, Polska nie przebrnęła fazy eliminacji MŚ 1970.

### 1970–1986

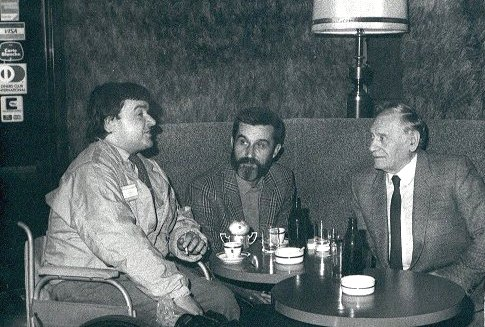
Kazimierz Górski (z prawej) podczas spotkania z dziennikarzami (1985)

Początek nowej dekady stał się początkiem serii sukcesów polskiego futbolu. Jesienią 1970 ze stanowiskiem selekcjonera kadry narodowej pożegnał się ostatecznie Ryszard Koncewicz. 1 grudnia władze PZPN po raz drugi powierzyły tę funkcję Kazimierzowi Górskiemu, tym razem miał podejmować samodzielne decyzje (wcześniej był członkiem trzyosobowego kapitanatu). Pierwszym sprawdzianem były rozgrywane równolegle eliminacje ME 1972 oraz IO 1972. W tych pierwszych Polacy zanotowali kolejną porażkę, lepiej wiodło im się w meczach o awans na olimpiadę w Monachium. W decydujących o promocji Polski spotkaniach zawodnicy Górskiego pokonali Bułgarów, a amatorska reprezentacja Hiszpanii z nimi zremisowała. W pierwszej rundzie igrzysk Polacy odnieśli komplet zwycięstw, pokonując Kolumbię, Ghanę i Niemcy Wschodnie. W drugiej rundzie zremisowali z Danią oraz pokonali Związek Radziecki i Maroko. W rozegranym 10 września 1972 finale Polacy wygrali z drużyną Węgier 2:1 i zdobyli tytuł mistrza olimpijskiego. Kazimierz Deyna z 9 bramkami został królem strzelców turnieju. Po powrocie do kraju wszyscy piłkarze kadry i trenerzy zostali odznaczeni Złotymi Odznakami PZPN, a władze centralne związku podjęły uchwałę o ustanowieniu 10 września „Dniem Polskiego Piłkarza”.

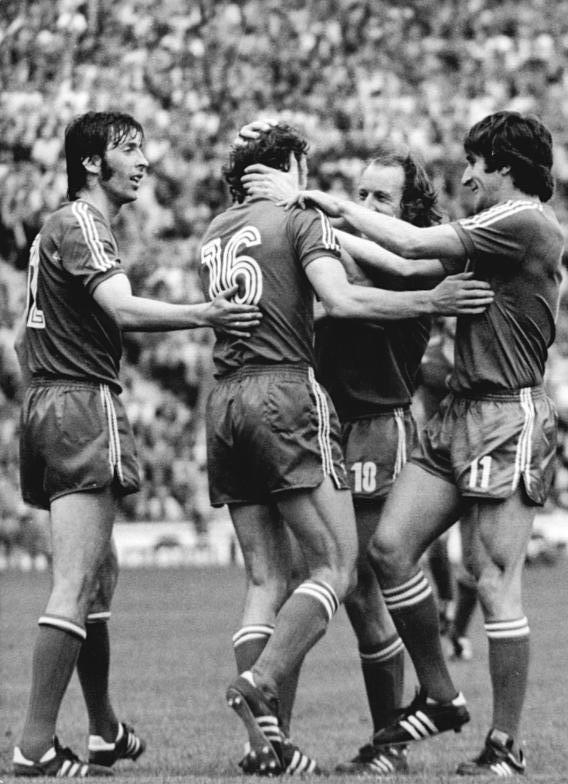
Polacy w meczu o 3. miejsce mistrzostw świata, lipiec 1974

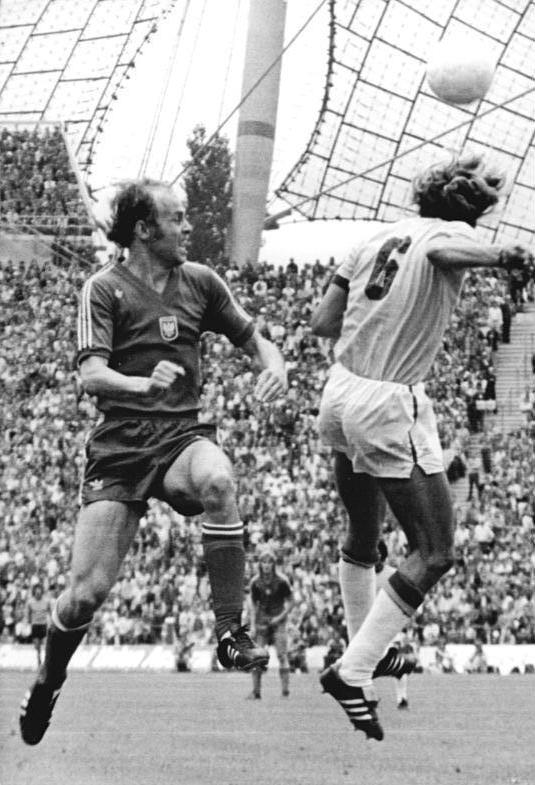
Grzegorz Lato w walce o piłkę z Marinho Chagasem, lipiec 1974

W 1973 Polacy rywalizowali z Walijczykami i Anglikami o awans do MŚ 1974. Eliminacje rozpoczęli od przegranej w Cardiff, natomiast w kolejnym meczu, 6 czerwca 1973 na Stadionie Śląskim w Chorzowie pokonali faworyzowanych Anglików 2:0. Jesienią w rewanżowym spotkaniu z Walią zwyciężyli 3:0 i do awansu potrzebowali już tylko remisu w Londynie. Mecz na Wembley zakończył się remisem 1:1 po bramce Jana Domarskiego. Znacznie więcej okazji do zdobycia bramki mieli gospodarze, lecz dzięki skutecznej postawie bramkarza Jana Tomaszewskiego, który otrzymał po meczu przydomek Człowieka, który zatrzymał Anglię, udało im się uzyskać tylko jedno trafienie. Mundial Biało-Czerwoni rozpoczęli od wygranej z Argentyną 3:2. W kolejnych spotkaniach pokonali Haiti 7:0 oraz wicemistrzów świata Włochów 2:1. W drugiej rundzie okazali się lepsi od Szwedów (1:0) i Jugosłowian (2:1). W spotkaniu ze Szwecją Tomaszewski obronił rzut karny wykonywany przez Staffana Tappera. O awansie do finału decydował mecz Polski z Niemcami Zachodnimi. Toczył się on w trudnych warunkach, na zalanym po ulewnym deszczu boisku – z tego względu spotkanie to przeszło do historii jako Mecz na wodzie (niem. Wasserschlacht von Frankfurt). Tomaszewski znów obronił rzut karny, tym razem wykonywany przez Uliego Hoeneßa. Na kwadrans przed końcem decydujące trafienie uzyskał Gerd Müller. Polacy tym samym odpadli z rywalizacji o złoty medal. Kilka dni później, w grze o 3. miejsce polscy piłkarze pokonali obrońców tytułu, drużynę Brazylii 1:0 po golu Grzegorza Laty, który z 7 bramkami został królem strzelców turnieju. Prócz niego, do najlepszych zawodników mistrzostw zaliczano Deynę i Roberta Gadochę.
Niepowodzeniem dla Polaków zakończyły się kolejne eliminacje do ME 1976 w silnie obsadzonej grupie m.in. z Włochami i Holandią. 10 września 1975 drużyna Górskiego wygrała u siebie z wicemistrzami świata Holendrami 4:1. W rewanżu w Amsterdamie lepsi okazali się jednak Pomarańczowi, którzy wygrali 3:0. Oba mecze Polaków z Włochami zakończyły się wynikiem bezbramkowym. Latem 1976 Polacy wzięli udział w IO 1976 w Montrealu, w których jako obrońcy tytułu mieli zapewniony udział. Na inaugurację bezbramkowo zremisowali z Kubą, potem pokonali kolejno Iran, Koreę Północną, a w półfinale amatorską Brazylię. W finałowym spotkaniu z Niemcami Wschodnimi przegrali 1:3 i zdobyli ostatecznie srebrny medal. Andrzej Szarmach z 6 bramkami został królem strzelców turnieju. Wyniki zmagań uznano w kraju za porażkę i w tej atmosferze Kazimierz Górski odszedł ze stanowiska.
Nowym selekcjonerem wybrano Jacka Gmocha. W eliminacjach do MŚ 1978 Biało-Czerwoni tylko raz stracili punkty (po remisie 1:1 w ostatnim spotkaniu z Portugalią). Na turniej finałowy do Argentyny jechali z aspiracjami sięgającymi mistrzowskiego tytułu. W meczu otwarcia z broniącymi złota Niemcami Zachodnimi zremisowali 0:0. W kolejnych spotkaniach piłkarze wygrali z Tunezją 1:0 i z Meksykiem 3:1, dzięki czemu awansowali do drugiej rundy mistrzostw. Trafili w niej do grupy z gospodarzami turnieju Argentyną oraz z Peru i Brazylią. Mecz z Argentyńczykami przegrali 0:2, nie wykorzystując rzutu karnego. Mecz z Peru wygrali 1:0, a w kolejnym ulegli 1:3 Brazylijczykom i zostali ostatecznie sklasyfikowani poza strefą medalową. Gmocha obarczono odpowiedzialnością za słaby względem wysokich oczekiwań występ reprezentacji i wkrótce potem opuścił stanowisko.
Kolejnym selekcjonerem władze PZPN wybrały Ryszarda Kuleszę. Pod jego kierunkiem drużyna przystąpiła do eliminacji ME 1980. Tak jak cztery lata wcześniej, decydujące były spotkania ze znów będącymi wicemistrzami świata Holendrami. W Chorzowie gospodarze wygrali 2:0, lecz po stratach punktowych w meczach z NRD, w ostatnim spotkaniu eliminacji w Amsterdamie Polacy musieli wygrać. Długo utrzymywał się korzystny wynik, jednak mecz ostatecznie zakończył się remisem 1:1. W ostatnim meczu tej fazy Holendrzy pokonali Niemcy Wschodnie, zdobywając promocję do finałów ME. Po wydarzeniach afery na Okęciu Kulesza w grudniu 1980 przestał pełnić funkcję selekcjonera, a zastąpił go Antoni Piechniczek.
W 1981 zawodnicy wznowili grę w eliminacjach hiszpańskiego mundialu. W maju w Chorzowie pokonali NRD, ponownie lepsi okazali się w październikowym spotkaniu rewanżowym w Lipsku. Awans Polacy zapewnili sobie po wygranej z Maltą. W międzyczasie pokonali też 2:1 w towarzyskim spotkaniu w Buenos Aires obrońców tytułu, Argentyńczyków. Premierowy pojedynek MŚ 1982 z Włochami zakończył się bezbramkowym remisem, podobnie jak następne spotkanie z Kamerunem. W ostatnim meczu pierwszej rundy z Peru Polacy wygrali 5:1. W drugiej rundzie ich przeciwnikami byli Belgowie i Związek Radziecki. W wygranym 3:0 meczu z Belgami wszystkie trzy bramki zdobył Zbigniew Boniek. Decydujące o awansie do półfinału spotkanie z ZSRR zakończyło się bezbramkowym remisem, co premiowało do dalszej gry Polaków. W grze o finał nie byli oni jednak w stanie zatrzymać Włochów (0:2), przyszłych mistrzów świata, a zwłaszcza Paolo Rossiego, autora dwóch bramek. 10 lipca w Alicante drużyna Piechniczka zmierzyła się z Francuzami w spotkaniu o 3. miejsce, które zakończyło się zwycięstwem Polski 3:2.
Drużyna słabo spisała się w eliminacjach ME 1984 wygrywając tylko jeden mecz. Sukcesem po raz czwarty z rzędu zakończyły się za to eliminacje MŚ 1986. W decydującym spotkaniu we wrześniu 1985 Polacy bezbramkowo zremisowali z Belgią, co premiowało ich awansem do finałów. W listopadzie w towarzyskim spotkaniu wygrali ponadto 1:0 z mistrzami świata Włochami. Meksykański turniej zaczęli od bezbramkowego remisu z Marokiem. Jedyna bramka strzelona przez Polaków w tej imprezie padła w kolejnym meczu z Portugalią (1:0). W ostatnim meczu grupowym Polacy przegrali 0:3 z Anglią. Mimo zajęcia 3. miejsca w grupie, dzięki korzystnemu bilansowi reprezentacji udało się uzyskać awans do 1/8 finału. W tejże ulegli jednak wysoko Brazylii (0:4). Piechniczek podał się do dymisji, która została przyjęta.

### 1986–2000
Po dymisji Piechniczka stanowisko selekcjonera zostało po raz pierwszy w historii obsadzone w drodze konkursu. Jego zwycięzcą został Wojciech Łazarek. Bez sukcesu prowadził on reprezentację w eliminacjach Euro 1988 i MŚ 1990. Po wyjazdowej porażce z Anglią w czerwcu 1989 selekcjoner złożył dymisję.
Przed kolejnymi grami eliminacyjnymi stanowisko objął Andrzej Strejlau. Polacy mieli jeszcze szanse awansu na mundial, lecz nie udało im się go wywalczyć – w turnieju finałowym zabrakło ich po raz pierwszy od 1970. Jesienią 1990 prowadzeni przez Strejlaua zawodnicy przystąpili do eliminacji Euro 1992. Tym razem również nie udało się wywalczyć awansu do turnieju finałowego. W eliminacjach do MŚ 1994 szanse promocji Polacy stracili w przegranych meczach wyjazdowych z Anglią i Norwegią we wrześniu 1993. Strejlau przegrywając trzecie z rzędu eliminacje do turnieju mistrzowskiego podał się do dymisji, a w ostatnich spotkaniach tamtej fazy mistrzostw drużynę prowadził jego dotychczasowy asystent, Lesław Ćmikiewicz.
Jego następcą został mianowany Henryk Apostel, który również bez powodzenia prowadził piłkarzy w eliminacjach Euro 1996. O ostatecznej przegranej zdecydowała porażka 1:4 ze Słowacją w Bratysławie.
W pierwszej połowie 1996 cztery towarzyskie mecze bez zwycięstwa reprezentacja rozegrała pod wodzą Władysława Stachurskiego. Selekcjoner odszedł po remisie z Białorusią, a zastąpił go Antoni Piechniczek. Drugie podejście do pracy z kadrą tego trenera nie było tak udane jak pierwsze, a Polacy odpadli w eliminacjach do finałów MŚ 1998. Po domowej porażce w maju 1997 z Anglią, zakończyła się druga kadencja Piechniczka. Tymczasowo funkcję selekcjonera powierzono jego asystentowi, Krzysztofowi Pawlakowi. Pod jego wodzą Polacy pokonali Gruzję w meczu eliminacyjnym.
Pod koniec lipca 1997 władze PZPN ogłosiły decyzję o powierzeniu funkcji selekcjonera Januszowi Wójcikowi. Szkoleniowiec ten od czasu zdobycia przez prowadzoną przez niego w 1992 reprezentację U23 srebrnego medalu olimpijskiego w Barcelonie wielokrotnie był faworytem mediów do objęcia stanowiska trenera dorosłej kadry. Po dokończeniu przegranych eliminacji MŚ 1998 Polacy rozpoczęli udział w eliminacjach Euro 2000. O końcowym niepowodzeniu zdecydowały porażki w pierwszym meczu z Anglikami i w obu spotkaniach ze Szwedami (Polska zdobyła łącznie tyle samo punktów, co Anglia, jednak to rywale awansowali do gier barażowych dzięki korzystniejszemu bilansowi bramek). Po wyjazdowej porażce ze Skandynawami w ostatnim spotkaniu eliminacji PZPN zrezygnował z usług Wójcika.

### 2000–2013
Po odejściu Wójcika władze federacji podjęły współpracę z Jerzym Engelem, który swoją pracę prowadził pod hasłem futbol na tak. Eliminacje MŚ 2002 w wykonaniu prowadzonego przezeń zespołu zakończyły się powodzeniem po raz pierwszy od 16 lat; dodatkowo Polacy wywalczyli promocję do finałów jako pierwsza drużyna z Europy. Awans zapewnili sobie wygraną 3:0 z Norwegią we wrześniu 2001. Mundialowe mecze zawiodły jednak oczekiwania kibiców: Polacy przegrali w fazie grupowej z Koreą Południową 0:2 oraz z Portugalią 0:4. W ostatnim spotkaniu z USA grająca w rezerwowym składzie polska reprezentacja okazała się lepsza, pokonując rywali 3:1. Po powrocie do kraju drużynę i selekcjonera poddano mocnej krytyce, domagano się dymisji Engela. Trener odpierał zarzuty i zgłaszał chęć kontynuowania pracy. Federacja zdecydowała się jednak zakończyć współpracę.

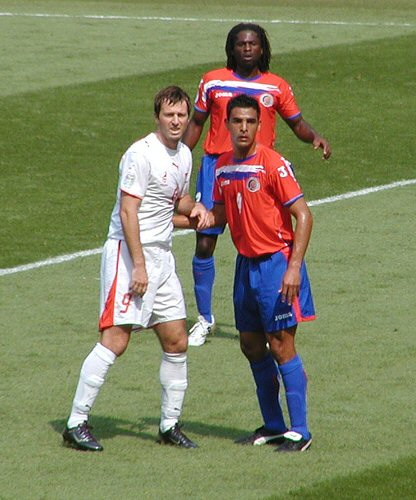
Maciej Żurawski (z lewej) podczas meczu z Kostaryką na MŚ 2006

Następcą Engela został Zbigniew Boniek. Już po pięciu spotkaniach reprezentacji, w grudniu 2002 przebywający za granicą ogłosił on swoją dymisję. W tym samym miesiącu zdecydowano o zatrudnieniu Pawła Janasa. Nowy szkoleniowiec kontynuował rywalizację w eliminacjach Euro 2004. Przed ostatnią kolejką spotkań Polacy mieli jeszcze szansę zająć miejsce barażowe, lecz w tym samym czasie Łotysze nieoczekiwanie wygrali 1:0 z pewnymi awansu Szwedami i mimo pokonania przez Polaków w wyjazdowym meczu Węgrów to Łotysze zajęli drugie miejsce w grupie. Jesienią 2004 Polska rozpoczęła eliminacje MŚ 2006. W dziesięciu spotkaniach odniosła osiem zwycięstw i pomimo dwóch porażek z Anglią, dzięki korzystnym rezultatom w innych grupach, awansowała do turnieju głównego bezpośrednio z drugiego miejsca. Rozgrywany w Niemczech mundial nie był dla polskich zawodników udany. Przegrali wówczas z Ekwadorem 0:2 oraz z Niemcami 0:1. Jedyne zwycięstwo Polacy odnieśli w ostatnim meczu fazy grupowej przeciwko Kostaryce 2:1.

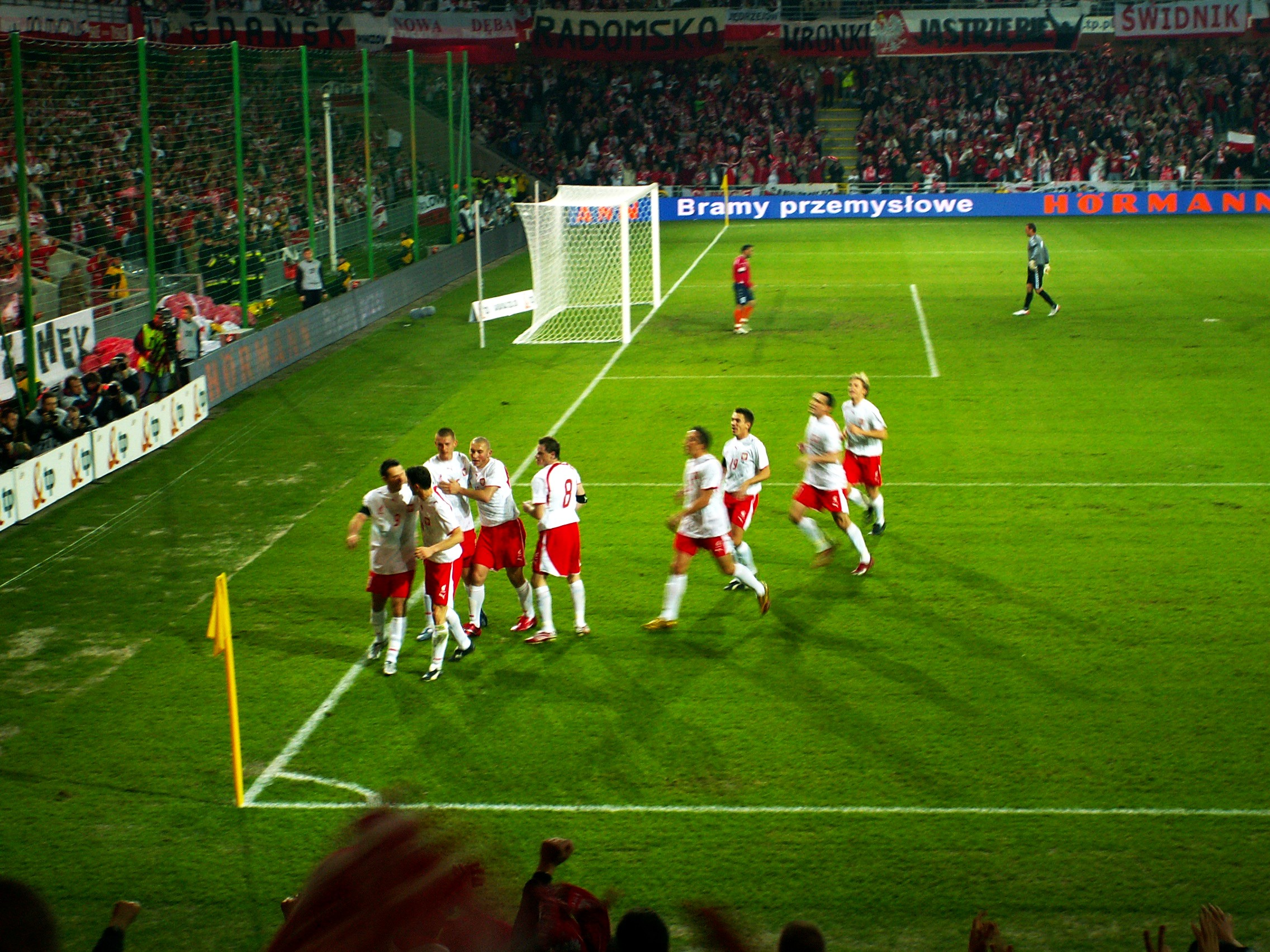
Radość Polaków po zdobyciu zwycięskiej bramki w meczu el. ME 2008 z Armenią, marzec 2007

PZPN zwolnił Janasa i zatrudnił na stanowisku selekcjonera reprezentacji Holendra Leo Beenhakkera, któremu postawiono za cel awans do finałów Euro 2008. Po słabych pierwszych spotkaniach, reprezentacja zaczęła odnosić lepsze wyniki (m.in. wygrywając ze znacznie wyżej notowaną Portugalią oraz Belgią), co poprawiło wizerunek zespołu oraz trenera. Decydująca runda meczów eliminacyjnych przyniosła pierwszy w historii awans Polski do finałów mistrzostw Europy. Stało się tak m.in. po wrześniowym remisie wyjazdowym z Portugalią oraz listopadowej wygranej z Belgią. W samym turnieju Polacy zagrali jednak słabo; przegrali pierwszy mecz z Niemcami 0:2, a następnie zremisowali z Austrią 1:1. W trzecim meczu przegrali z Chorwacją 0:1, kończąc udział w turnieju na rundzie grupowej. Po nieudanych mistrzostwach Europy Polacy przystąpili do eliminacji MŚ 2010. Notowali w nich jednak dużo gorsze wyniki niż w poprzednich eliminacjach. 1 kwietnia 2009 w Kielcach Polska pokonała 10:0 San Marino, ustanawiając tym samym najwyższe zwycięstwo w swojej historii. Po wrześniowej porażce w Mariborze ze Słowenią zarząd PZPN zwolnił Beenhakkera i zastąpił go Stefanem Majewskim. Dwa ostatnie mecze eliminacyjne pod jego wodzą zostały przez Polaków przegrane i nie uzyskali oni awansu do finałowych rozgrywek.

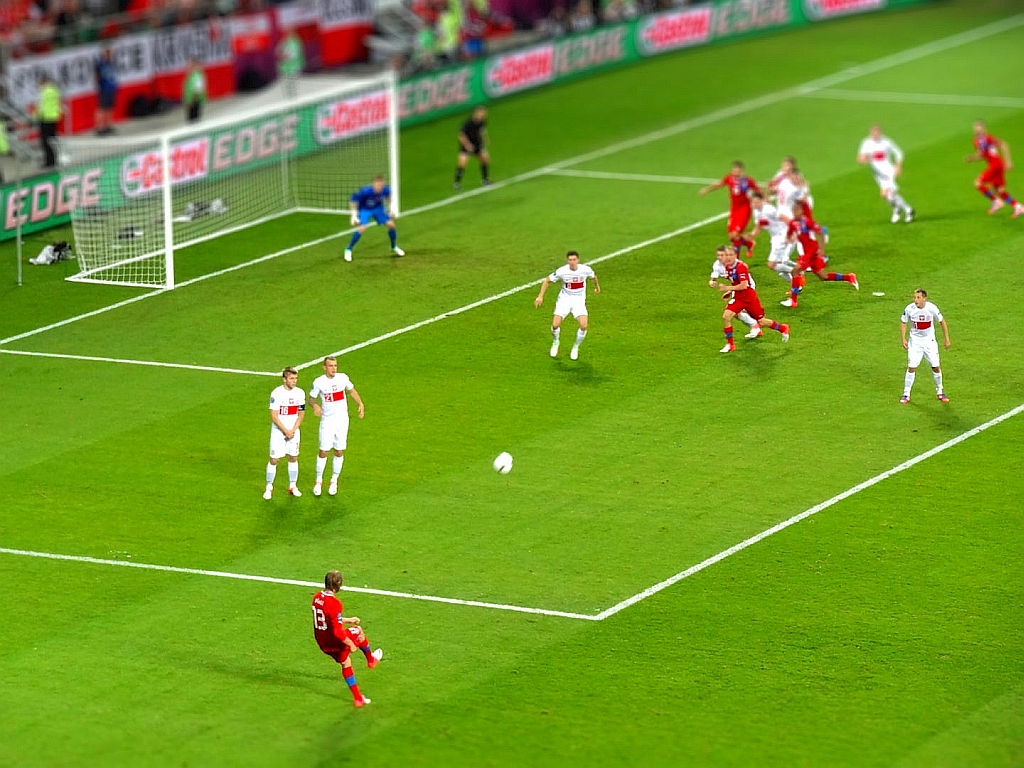
Mecz Polski z Czechami podczas ME, 16 czerwca 2012

W październiku 2009 wybrano nowego selekcjonera kadry, którym został Franciszek Smuda. Miał on przygotować i poprowadzić zespół w finałach Euro 2012, którego współorganizatorem miała być Polska i do którego nie musiała się ona kwalifikować. Mecz otwarcia tego turnieju rozegrany na Stadionie Narodowym w Warszawie zakończył się remisem 1:1 z Grecją. W drugiej połowie rzut karny dla gości został wybroniony przez Przemysława Tytonia. Kolejny mecz, tym razem z Rosją również zakończył się wynikiem 1:1. Biało-Czerwoni aby awansować do ćwierćfinału musieli wygrać w ostatnim spotkaniu z Czechami we Wrocławiu; przegrali je jednak 0:1. Franciszek Smuda podał się do dymisji.
Po zakończeniu mistrzostw PZPN wybrał nowego selekcjonera, którym został Waldemar Fornalik. Prowadzona przez niego drużyna brała udział w eliminacjach MŚ 2014, które zakończyły się dla niej porażką. Definitywnie szansę awansu stracili w październiku 2013 po porażce z Ukrainą. Dzień po przegranym meczu z Anglią prezes PZPN zdymisjonował trenera.

### 2013–2018

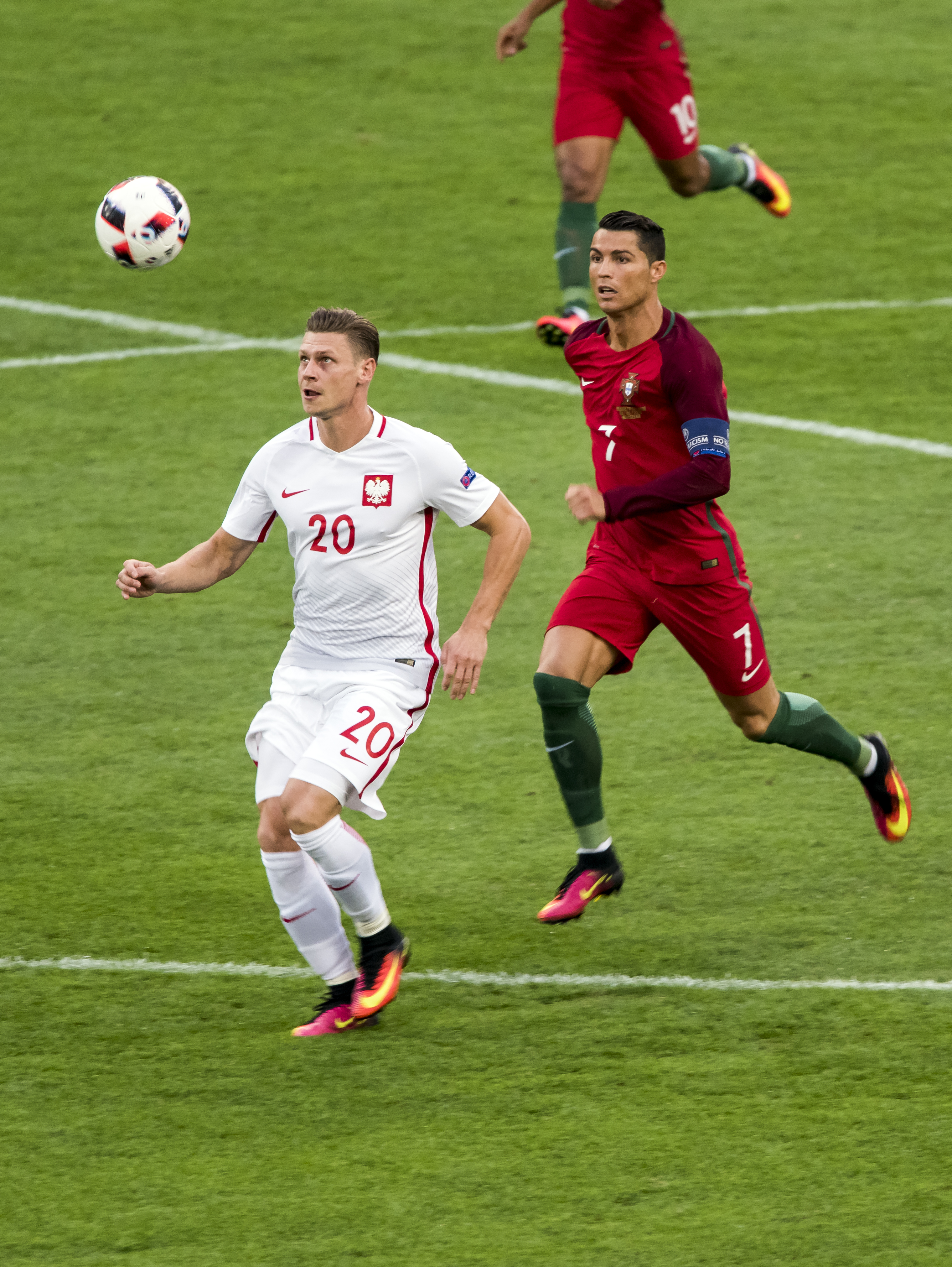
Łukasz Piszczek i Cristiano Ronaldo, 30 czerwca 2016

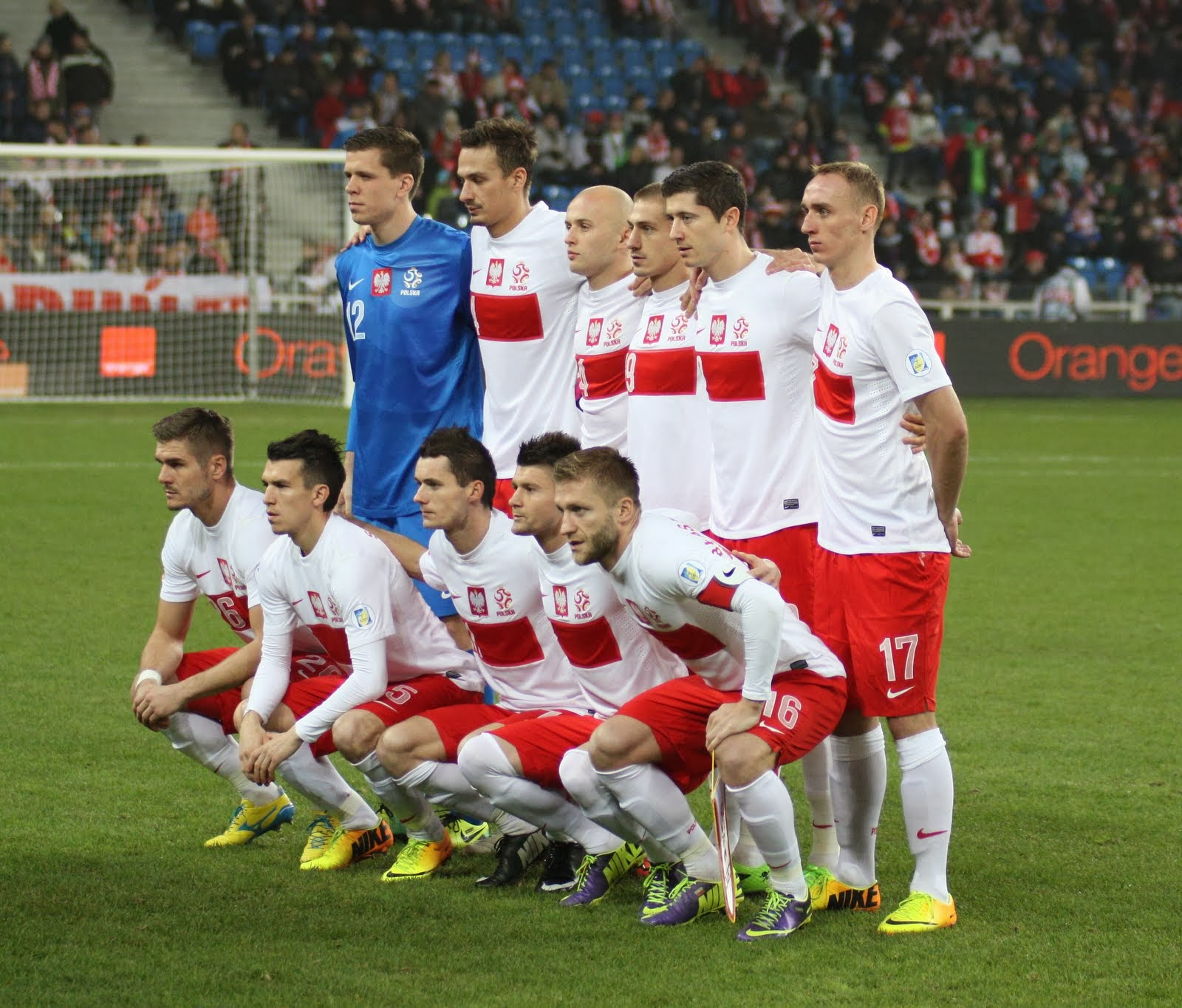
Reprezentanci Polski przed meczem z Irlandią, 19 listopada 2013

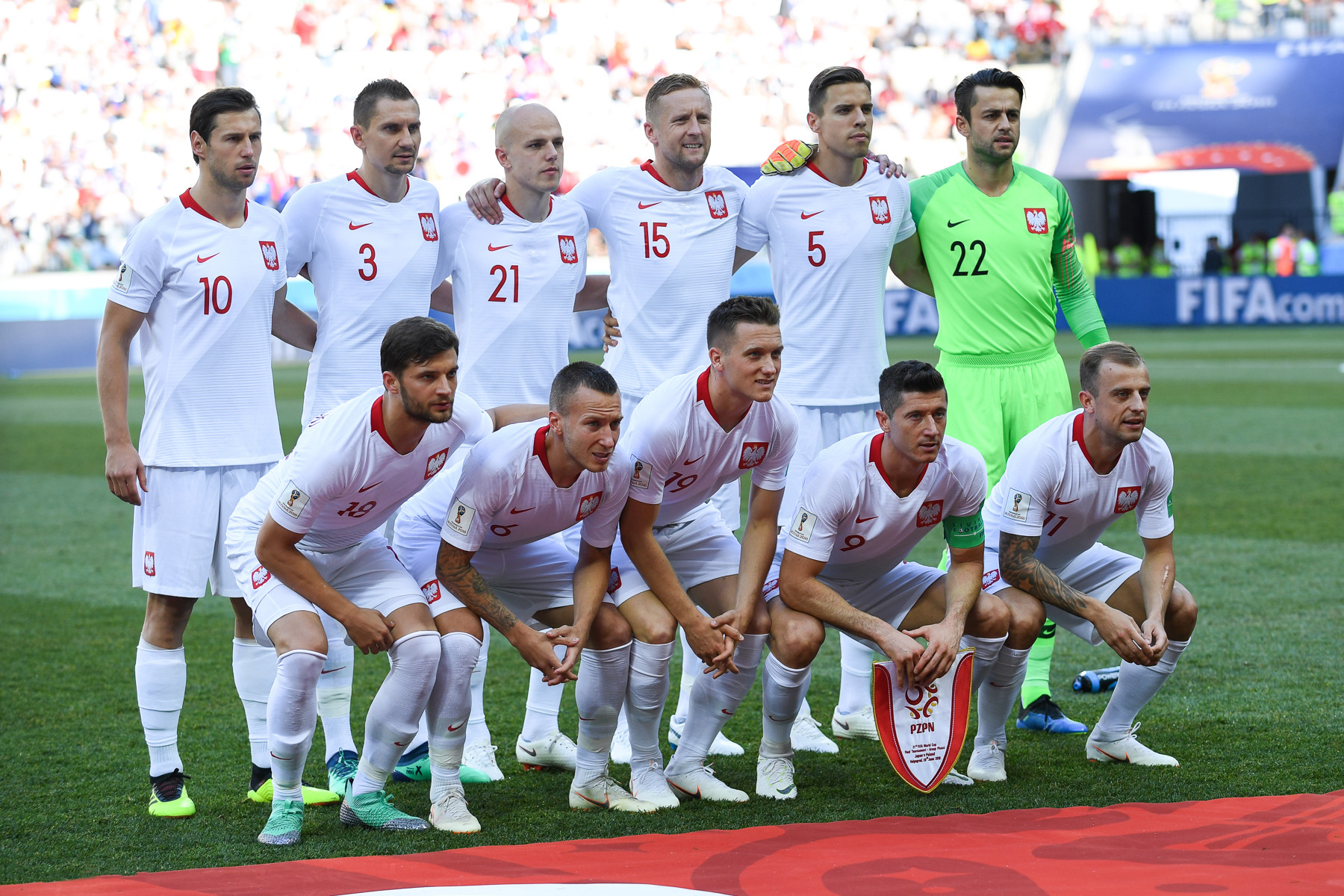
Wyjściowa jedenastka przed meczem MŚ z Japonią, 28 czerwca 2018

W listopadzie 2013 funkcję selekcjonera kadry objął Adam Nawałka. W pierwszym meczu pod wodzą nowego trenera Polska przegrała ze Słowacją 0:2. We wrześniu 2014 Biało-Czerwoni rozpoczęli eliminacje Euro 2016. W ramach tych rozgrywek 11 października 2014 reprezentacja Polski pierwszy raz w historii pokonała zespół Niemiec (2:0). Awans do finałów Polacy zapewnili sobie wygraną z Irlandią 2:1 w październiku 2015. Pierwszy mecz fazy grupowej ME Polska rozegrała z Irlandią Północną i zwyciężyła 1:0. W kolejnym spotkaniu z Niemcami drużyna Nawałki zremisowała 0:0, a w ostatnim meczu fazy grupowej z Ukrainą wygrała 1:0. W meczu 1/8 finału Polacy zmierzyli się ze Szwajcarią (1:1). O ich awansie do ćwierćfinału zdecydowała zwycięska seria rzutów karnych (5-4). W kolejnej rundzie Polacy zagrali z Portugalią, a ten mecz również zakończył się wynikiem 1:1. Rzuty karne lepiej wykonali tym razem przeciwnicy, którzy wygrali w nich 5-3.
W eliminacjach MŚ 2018 Polska zajęła pierwsze miejsce w grupie, wygrywając osiem spotkań, jedno remisując i jedno przegrywając. W decydującym meczu zwyciężyła Czarnogórę 4:2. Najwięcej bramek w eliminacjach zdobył Robert Lewandowski – 16, co było najlepszym wynikiem na świecie. W fazie grupowej turnieju finałowego Polska przegrała z Senegalem 1:2 i Kolumbią 0:3 oraz wygrała z Japonią 1:0, nie uzyskując tym samym awansu do fazy pucharowej mistrzostw. Nawałka nie zdecydował się na przedłużenie kontraktu i z końcem lipca rozstał się z reprezentacją.

### 2018–2022
Nowym selekcjonerem został Jerzy Brzęczek. Jesienią 2018 polska drużyna wzięła udział w pierwszej edycji nowo powstałej Ligi Narodów UEFA. Polacy występujący w najwyższej Lidze A zajęli w swojej grupie ostatnie miejsce, za Portugalią i Włochami i tym samym spadli do niższej dywizji. Po późniejszej decyzji UEFA rozszerzającej skład Ligi A z 12 do 16 zespołów, zachowali oni jednak miejsce na najwyższym poziomie rozgrywkowym.
W kwalifikacjach ME 2020 Polska zajęła pierwsze miejsce w grupie G wyprzedzając bezpośrednio Austrię. Wygrała osiem spotkań, jedno zremisowała i jedno przegrała. Zakwalifikowała się 13 października 2019, wygrywając z Macedonią Północną. W ostatnim meczu zwyciężyła Słowenię 3:2.
W rozgrywanej jesienią 2020 fazie ligowej drugiej edycji Ligi Narodów biało-czerwoni zajęli w swojej grupie trzecie miejsce, przegrywając w klasyfikacji z Włochami i Holandią, a wyprzedzając Bośnię i Hercegowinę.
W styczniu 2021 Brzęczek stracił posadę, a jego miejsce zajął Portugalczyk Paulo Sousa.
W czerwcu 2021 odbyło się przełożone o rok z powodu pandemii COVID-19 Euro 2020. Polska zagrała na nim w grupie E ze Słowacją, Hiszpanią i Szwecją. W pierwszym meczu reprezentacja Polski przegrała ze Słowakami 1:2 po golu samobójczym Wojciecha Szczęsnego i czerwonej kartce dla Grzegorza Krychowiaka. W następnym meczu o wszystko Polska w całkiem niezłym stylu zremisowała z Hiszpanią 1:1 po golu Roberta Lewandowskiego. W ostatnim meczu o awans ze Szwecją po dwóch bramkach Roberta Lewandowskiego Polacy ostatecznie odpadli z rozgrywek z jednym punktem na koncie. W tym samym roku przeprowadzono główną część fazy kwalifikacyjnej Mundialu 2022. Biało-czerwoni w grupie I mierzyli się z Anglikami, Węgrami, Albańczykami, Andorczykami i Sanmaryńczykami. W trakcie eliminacji odnieśli sześć zwycięstw, dwukrotnie zremisowali i ponieśli dwie porażki (w tym jedną z triumfatorem grupy – Anglią), co w efekcie dało im drugą lokatę i konieczność gry w dwustopniowych barażach.
W grudniu tego samego roku Polski Związek Piłki Nożnej rozwiązał kontrakt z Sousą za porozumieniem stron. Miesiąc później, 31 stycznia 2022, PZPN podpisał kontrakt z Czesławem Michniewiczem, wybierając go na stanowisko selekcjonera reprezentacji Polski.
W marcu 2022 polska drużyna miała zmierzyć się z Rosją w ramach półfinału baraży do Mistrzostw Świata 2022, jednak wskutek wszczętej przez to państwo inwazji na Ukrainę i protestu reprezentantów Polski, Czech i Szwecji Rosjanie zostali wykluczeni z udziału w rozgrywkach międzynarodowych, a Polsce przyznano walkower. 29 marca 2022 w finale baraży na Stadionie Śląskim biało-czerwoni wygrali 2:0 ze Szwecją, zapewniając sobie awans na MŚ, a gole w tym meczu dla Reprezentacji Polski strzelali Robert Lewandowski i Piotr Zieliński. Następnie w czerwcu i wrześniu tego roku reprezentanci Polski rozegrali jeszcze 6 spotkań w ramach Ligi Narodów. Mierzyli się wówczas z reprezentacjami Walii, Belgii i Holandii. Po trzech porażkach z Belgią i Holandią, dwóch zwycięstwach z Walią i remisie z Holandią reprezentacja zajęła ostatecznie w swojej grupie trzecie miejsce, wyprzedzając Walię. W listopadzie i grudniu polska kadra brała udział w Mistrzostwach Świata w Piłce Nożnej 2022. W pierwszym meczu Polska mierzyła się z Meksykiem, gdzie po mało atrakcyjnym z punktu widzenia kibiców widowisku Polacy zremisowali 0:0 po nietrafionym rzucie karnym przez Roberta Lewandowskiego. W następnym meczu polscy piłkarze zagrali z Arabią Saudyjską, która wcześniej sensacyjnie pokonała Argentynę. Polscy piłkarze zwyciężyli reprezentację Arabii Saudyjskiej 2:0 po golach Piotra Zielińskiego i Roberta Lewandowskiego oraz nietrafionym karnym przez Salima ad-Dausariego. W trzecim meczu Polacy grali z faworytem grupy – Argentyną. W 38. minucie Argentynie po analizie VAR został przyznany rzut karny, który został obroniony przez Wojciecha Szczęsnego. Pomimo ostatecznej przegranej 0:2 polscy piłkarze awansowali do 1/8 finału gdzie mierzyli się z Francją. Po całkiem wyrównanym spotkaniu Polacy ulegli przyszłym wicemistrzom świata 1:3 i tym samym odpadli z rozgrywek. 12 grudnia tego samego roku PZPN wydał komunikat, w którym poinformował, że nie skorzystał z opcji jednostronnego przedłużenia umowy z Michniewiczem, obowiązującej do końca 2022, zaś 22 grudnia poinformowano, że z dniem 31 grudnia 2022 roku Michniewicz przestanie pełnić funkcję selekcjonera.

### Od 2023
24 stycznia 2023 PZPN poinformował, że nowym selekcjonerem został Fernando Santos. W tym samym roku Polacy podchodzą do eliminacji do Euro 2024, gdzie w grupie E mierzą się z Czechami, Albanią, Wyspami Owczymi i Mołdawią. W pierwszym meczu Santosa jako selekcjonera Polacy przegrali z reprezentacją Czech 1:3, zaś pierwsza bramka stracona przez reprezentację Polski w 27. sekundzie meczu stała się najszybciej straconym golem w historii kadry. Po kompromitujących porażkach w Mołdawii i Albanii 13 września 2023 Santos został zwolniony ze stanowiska selekcjonera reprezentacji Polski.
20 września 2023 Polski Związek Piłki Nożnej poinformował, że selekcjonerem reprezentacji Polski został Michał Probierz. Po 3 zwycięstwach, 2 remisach i 3 porażkach Polska zajęła trzecie miejsce w swojej grupie za Albanią oraz Czechami i przed Mołdawią oraz Wyspami Owczymi. Dzięki rankingowi Ligi Narodów reprezentacja uzyskała udział w barażach, które rozegrała w marcu 2024. W półfinale wygrała z Estonią 5:1, a w finale po rzutach karnych z Walią (po 120 minutach widniał wynik 0:0). Dzięki wygraniu obu meczów, reprezentacja wystąpiła na EURO 2024, gdzie trafiła do grupy D z Holandią, Austrią i Francją. 16 czerwca 2024 Polacy rozegrali mecz z faworyzowaną Holandią, ulegając jej nieznacznie 1:2, prowadząc od 16 minuty po bramce głową Adama Buksy, a następnie remisując do 83 minuty spotkania. 21 czerwca Polska mierzyła się z Austrią. Spotkanie zakończyło się porażką Polaków 1:3, co oznaczało utratę szans na awans do dalszej części rozgrywek. 25 czerwca 2024 Polacy rozegrali swój ostatni mecz w turnieju przeciwko ówczesnemu wicemistrzowi świata Francji, spotkanie zakończyło się remisem 1:1, a jedyną bramkę dla biało-czerwonych zdobył z rzutu karnego Robert Lewandowski.
5 września 2024 reprezentacja Polski w fazie grupowej Ligi Narodów UEFA (2024/2025) pokonała po trudnym meczu reprezentacje Szkocji 3:2. 3 dni później Polacy zmierzyli się na wyjeździe z brązowymi medalistami Mistrzostw Świata 2022 Chorwatami. Pomimo bezbramkowego remisu do 52. minuty meczu biało-czerwoni ostatecznie przegrali 0:1 po golu Luki Modricia z rzutu wolnego. 12 października 2024 Polacy zmierzyli się z reprezentacją Portugalii, z którą przegrali 1:3. W czwartym meczu Ligi Narodów UEFA (2024/2025) biało-czerwoni po bramkach Piotra Zielińskiego, Nicoli Zalewskiego oraz Sebastiana Szymańskiego zremisowali w starciu rewanżowym z reprezentacją Chorwacji 3:3. W kolejnym meczu Polska ponownie zmierzyła się z reprezentacją Portugalii, z którą przegrała 5:1. 18 listopada 2024 roku Polska po raz pierwszy w historii spadła do niższej dywizji w Lidze Narodów UEFA po przegranej w meczu z reprezentacją Szkocji 1:2, zdobywając 4 punkty po jednym zwycięstwie, jednym remisie i czterech porażkach.
21 marca 2025 roku zespół Michała Probierza pokonał reprezentacje Litwy 1:0 w ramach eliminacji do Mistrzostw świata 2026. W kolejnym meczu eliminacji do Mistrzostw świata 2026 Polska zmierzyła się z reprezentacją Malty, z którą wygrała wynikiem 2:0. 8 czerwca Probierz zdecydował się odebrać opaskę kapitana Robertowi Lewandowskiemu i powierzyć ją Piotrowi Zielińskiemu. W odpowiedzi Lewandowski ogłosił, że nie będzie kontynuował gry w reprezentacji, dopóki Michał Probierz pozostaje selekcjonerem z powodu utraty zaufania do niego. 10 czerwca w ramach eliminacji do Mistrzostw świata 2026 Polska przegrała mecz z Finlandią wynikiem 2:1. 12 czerwca Michał Probierz podał się do dymisji. Po ponad miesiącu oczekiwań na wybór trenera, 16 lipca PZPN poinformował, że nowym trenerem został Jan Urban.

## Identyfikacja zespołu

### Barwy i stroje

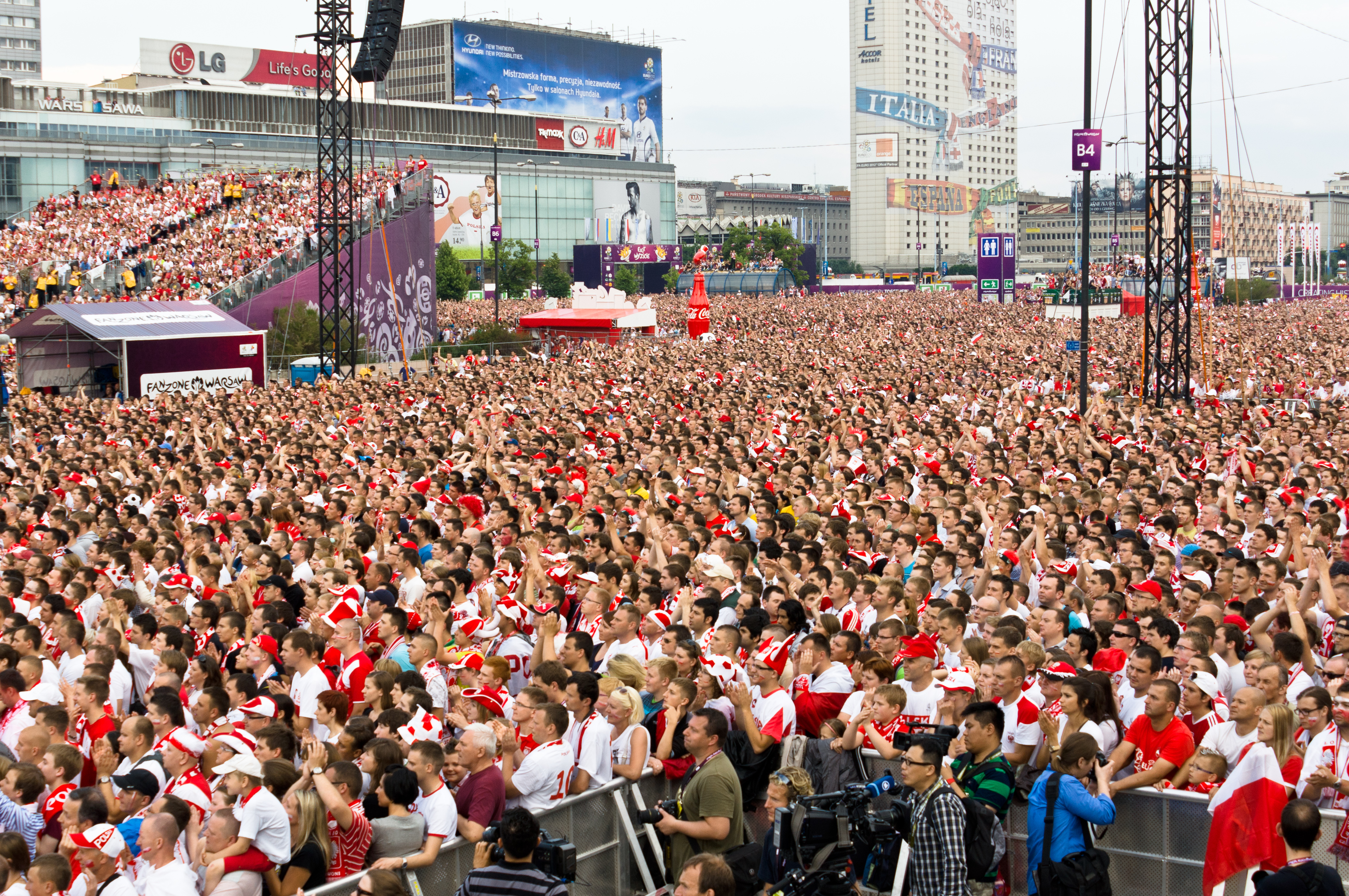
Polscy kibice podczas ME 2012, Plac Defilad w Warszawie

Kolorystyka ubiorów reprezentantów Polski jest odzwierciedleniem barw państwowych RP oraz flagi i herbu państwa, a więc związana z barwami białą i czerwoną.
Stroje domowe tradycyjnie składają się z białej koszulki, czerwonych spodenek i białych getrów, natomiast najczęściej wszystkie elementy zestawu wyjazdowego są czerwone (choć w przeszłości niekiedy na wyjazdach grano w białych spodenkach). Na przestrzeni lat różnice w projekcie i kolorystyce strojów dotyczyły zwykle szczegółów, a ogólny wzór ubioru pozostaje niezmienny od 1921. W latach 1948–1970 stosowana była biało-czerwona, pasiasta wersja getrów.
W rzadkich przypadkach używano odmiennego od dwóch podstawowych zestawu kolorystycznego. W 1961 Polacy w meczu z ZSRR zagrali w błękitnych strojach, w 1998 z Chorwacją w granatowych koszulkach i czerwonych spodenkach, również w tym samym roku z Luksemburgiem w czarnych koszulach i białych szortach, następnie w 2002 z Danią w jednolitym granatowym stroju, w 2005 z Austrią w białych koszulkach i czarno-granatowych spodenkach, a w 2006 z Chorwacją w jednolicie niebieskich kostiumach. Po raz ostatni Polacy zagrali w innych, niż białe i czerwone barwach w 2010 z Bułgarią (jednolite granatowe z czerwono-białymi rękawkami).

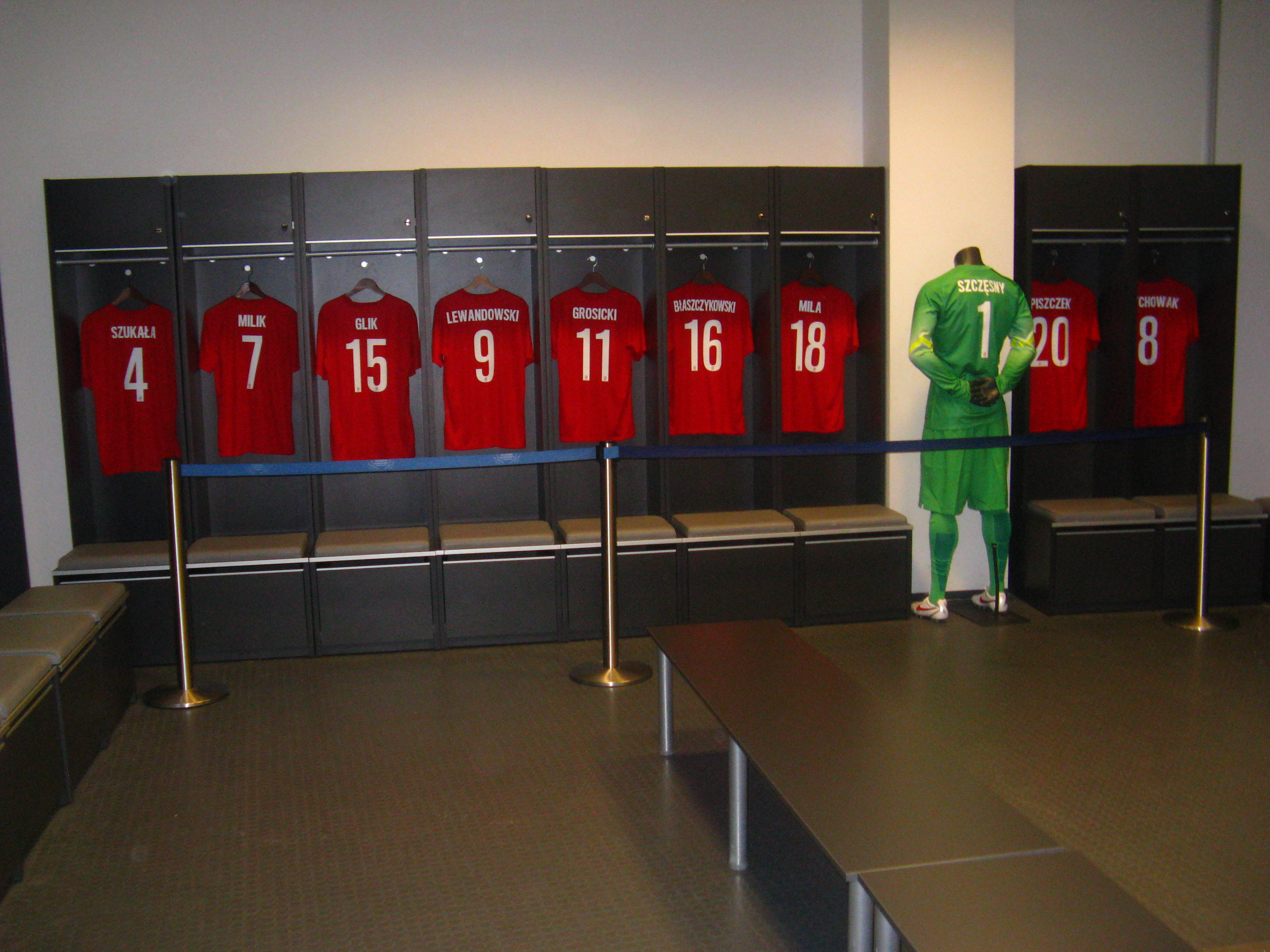
Koszulki reprezentacji Polski (2015)

W latach 2014–2015 domowe stroje reprezentacji Polski były białe z pionowym czerwonym pasem pośrodku, spodenki natomiast były jednolicie białe. Na zestaw wyjazdowy składały się koszulka w kolorze czerwonym z białym pasem pośrodku oraz czerwone spodenki. Pierwszy występ w odzieży z tym wzorem Polacy zanotowali 5 marca 2014 na Stadionie Narodowym w Warszawie w meczu ze Szkocją.
Od 2016 reprezentacja występuje w białych koszulkach i czerwonych spodenkach (zestaw domowy) oraz w czerwonych koszulkach i spodenkach (zestaw wyjazdowy).
| Producent | Okres     |
| --------- | --------- |
| Polsport  | ?–1974    |
| Adidas    | 1974–1992 |
| Admiral   | 1992      |
| Dorbill   | 1992–1993 |
| Adidas    | 1993      |
| Lotto     | 1993–1994 |
| Puma      | 1994–1996 |
| Nike      | 1996–1999 |
| Adidas    | 1999      |
| Puma      | 1999–2000 |
| Tico      | 2000      |
| Puma      | 2001–2008 |
| Nike      | 2009–     |

W latach 1970–1976 ręczniki dla reprezentacji produkowane były przez Zakłady Przemysłu Bawełnianego „Frotex” w Prudniku.

#### Historia strojów
Stroje domowe
Stroje wyjazdowe

### Logo
Ubiór reprezentacji tradycyjnie ozdabiany jest polskim herbem państwowym. Odróżnia to polski zespół od wielu innych drużyn narodowych, u których umieszcza się na piersiach graczy znaki krajowych federacji piłkarskich (oprócz reprezentacji Polski stroje ozdobione znakiem państwowym, a nie logotypem krajowego związku używają m.in. Słowacy i Węgrzy, a do niedawna także Czesi). Jedynie na początku istnienia reprezentacji Polski na koszulkach umieszczano nie herb, a samo godło (orła).
W latach 20. orzeł (bez tarczy, niebędący dokładnym odwzorowaniem ani godła ani herbu RP) umieszczany był na lewej piersi piłkarzy i zajmował całą jej powierzchnię. W latach 30. orzeł uległ zmniejszeniu, upodobniono go też do oficjalnego wzoru ustawowego. W latach 50. doszło do kolejnej zmiany i symbol został przesunięty z wysokości serca na środek torsu. Od połowy lat 90. orzeł umieszczany był naprzemiennie na środku lub z lewej strony koszulki, na wysokości serca stale zaczęto umieszczać go od 2002. Podczas meczu z Holandią w 1975 Polacy przez pomyłkę producenta wystąpili w koszulce z czerwonym orłem.
Na początku lat 60. w tarczy nad godłem (orłem) pojawił się napis „POLSKA”, wpisywano go w tarczę herbową do końca 2005. W latach 2006–2007 koszulki zawierały z przodu motyw husarza, a prócz herbu Polski, po prawej stronie piersi umieszczono ówczesny logotyp reprezentacji: piłkę i skrzydło z napisem „POLSKA” pod spodem. Znak ten pojawił się również na kolejnym wzorze koszulek, obowiązującym w 2008.
Po raz pierwszy polskiego herbu lub godła zabrakło na koszulkach reprezentantów w 1992. Ich producent (Admiral) zastąpił znak państwowy wariacją ówczesnego logotypu PZPN ze zmienionym graficznie wyglądem orła (ptak był skierowany w swoją lewą stronę, lecz z przekręconym w prawo łbem). W listopadzie 2011 na Stadionie Miejskim we Wrocławiu zaprezentowano nowy wzór ubiorów, w których reprezentacja Polski rozgrywać miała spotkania ME 2012 (zestaw wykorzystano po raz pierwszy podczas meczu z Włochami 11 listopada we Wrocławiu). Na koszulkach znalazły się: nowe logo PZPN, z napisem „POLSKA” (zamiast „PZPN”) pod spodem, logo producenta odzieży, a na ramieniu okrągła naszywka z marką EURO 2012. Wygląd nowych trykotów (umieszczenie związkowego znaku zamiast herbu było pomysłem działaczy PZPN) spotkał się z ogromną falą krytyki wśród kibiców, którzy zapowiedzieli bojkot nowych strojów. W wyniku protestów kibiców (w trakcie meczu z Włochami oraz cztery dni później z Węgrami w Poznaniu skandowano Gdzie jest orzeł?) symbol państwowy został przed kolejnymi meczami naszyty pomiędzy logotypem związku i marką producenta stroju. Kilka miesięcy później umieszczanie godła państwowego na strojach reprezentantów kraju stało się obowiązkiem ustawowym.
Od 2014 koszulki reprezentacji nie zawierają już marki PZPN[niewiarygodne źródło?]. Dotyczy to całego sprzętu meczowego zawodników, logo pozostało na niektórych elementach ubioru członków sztabu, marynarkach i dokumentach.

### Stadion domowy
Polska drużyna podejmowała dotąd rywali na 51 obiektach rozmieszczonych w 30 polskich miastach. Najwięcej spotkań w roli gospodarza piłkarska reprezentacja Polski rozegrała na Stadionie Wojska Polskiego w Warszawie (74); po raz pierwszy wystąpiła na nim 26 października 1930 w meczu z Łotwą, a po raz ostatni jak dotąd 16 listopada 2022 z Chile.
Drugą pozycję wśród polskich stadionów pod względem liczby rozegranych spotkań międzypaństwowych zajmuje Stadion Śląski w Chorzowie (62 mecze; pierwszy 22 lipca 1956 z Niemcami Wschodnimi, ostatni 6 czerwca 2025 z Mołdawią). Obiekt ten najbardziej ze wszystkich krajowych aren kojarzony jest z sukcesami reprezentacji, m.in. ze zwycięstwami nad ZSRR (1957), Anglią (1973), Holandią (1975 i 1979), Włochami (1985) i Portugalią (2006); również w spotkaniach na Śląskim polska drużyna zapewniała sobie awanse na MŚ 1978, MŚ 1986, MŚ 2002, MŚ 2022 i ME 2008. Po meczu z Anglią w 1973 brytyjscy dziennikarze określili stadion Kotłem Czarownic, co do dziś pozostaje w użyciu wśród dziennikarzy i kibiców. W latach 2009–2017 obiekt był w przebudowie, po ponownym otwarciu posiada pojemność 54 378 miejsc.
Z kolei 25 spotkań Polska rozegrała na warszawskim Stadionie Dziesięciolecia (pierwsze 28 października 1956 z Norwegią, ostatnie 17 kwietnia 1983 z Finlandią). Po tym meczu obiekt ten nie był już wykorzystywany w celach sportowych, a w latach 90. na jego koronie powstało targowisko. W latach 2008–2012 stadion zburzono i w jego miejscu postawiono Stadion Narodowy o pojemności 58 500 miejsc. Na nowym obiekcie reprezentacja rozegrała dotąd 47 spotkań.
Stadion Śląski decyzją Polskiego Związku Piłki Nożnej z 10 lipca 1993 posiada, jako jedyny w kraju, status stadionu narodowego. Określenie narodowy nie jest jednak częścią oficjalnej nazwy tej areny. Z kolei oddany do użytku w 2012 obiekt, pomimo faktu zarejestrowania pod nazwą Stadion Narodowy w Warszawie, nie posiada nadawanej z woli PZPN godności stadionu narodowego.
Co najmniej 10 spotkań domowych polska reprezentacja rozegrała także na Stadionie Miejskim w Poznaniu (17 gier w latach 1986–2021), Stadionie Olimpijskim we Wrocławiu (14 gier w latach 1950–1987), Stadionie Henryka Reymana w Krakowie (13 gier w latach 1956–2016), Stadionie Miejskim we Wrocławiu (13 gier w latach 2011–2022), Stadionie ŁKS w Łodzi (10 gier w latach 1924–1983), Stadionie Zdzisława Krzyszkowiaka w Bydgoszczy (10 gier w latach 1972–2009) oraz na Stadionie w Gdańsku (10 gier w latach 2011–2020).
Najwyższą frekwencję na domowym meczu Polaków zanotowano 28 czerwca 1959 na Stadionie Śląskim – mecz el. ME 1960 z Hiszpanią obserwowało ponad 100 000 widzów. Z kolei najwyższa frekwencja w meczu za granicą to ponad 130 000 widzów w Rio de Janeiro podczas towarzyskiej gry Brazylii z Polską 8 czerwca 1966.

### Zasięg medialny

Polskie Radio transmituje mecze polskiej drużyny od lat 30. XX wieku

Pierwsze relacje ze spotkań reprezentacji Polski publikowane były w prasie sportowej, m.in. w Przeglądzie Sportowym, który na początku swego istnienia był oficjalnym organem PZPN. Z kolei pierwsze bezpośrednie transmisje radiowe zaczęto przeprowadzać w latach 30. Jednym ze sprawozdawców Polskiego Radia był wtedy Michał Frank, który komentował na żywo rozgrywane w 1938 we francuskim Strasburgu spotkanie mistrzostw świata Polska–Brazylia. Jego relację emitowaną z odbiorników wystawianych na ulicach i zainstalowanych na stadionach głośników śledziły w Polsce miliony osób. PR od lat jest jedynym nadawcą radiowym transmitującym w całości spotkania polskiej drużyny. Na przełomie XX i XXI wieku głównymi sprawozdawcami byli Tomasz Zimoch (do 2016) i Andrzej Janisz.

TVP1 emituje mecze reprezentacji od 1957 (z okresowymi przerwami)

Pierwszym meczem polskiej reprezentacji transmitowanym przez telewizję był pojedynek Polska–Turcja z 19 maja 1957 (TVP, dziś TVP1). Komentowali je Stefan Rzeszot, Karol Hig i Zbigniew Smarzewski. W kolejnych latach liczba spotkań drużyny narodowej emitowanych w telewizji rosła. Największą popularność wśród widzów osiągnęły w czasie sukcesów piłkarzy na igrzyskach olimpijskich i mistrzostwach świata w latach 70. i 80. Mecz otwarcia mundialu w 1978 Polska–Niemcy miało w polskiej telewizji śledzić 23 miliony widzów. Czołowym sprawozdawcą w tym okresie był Jan Ciszewski, który komentował m.in. mecz eliminacji mundialu Anglia–Polska (1973) oraz spotkania Polaków na IO 1972, MŚ 1974, IO 1976, MŚ 1978 i MŚ 1982. Dziś uznawany jest za najsłynniejszego polskiego komentatora sportowego. Spotkania reprezentacji Polski w TVP na przestrzeni lat komentowali również m.in. Andrzej Zydorowicz, Dariusz Szpakowski, Maciej Iwański, Tomasz Jasina i Jacek Laskowski.
Po raz pierwszy mecz drużyny narodowej poza TVP transmitowano na antenie Wizja TV, a miało to miejsce 6 września 1998 (Bułgaria–Polska). Stacja ta przeprowadzała transmisje ze spotkań reprezentacji do końca 2001 (od jesieni 1999 na antenie kanału Wizja Sport). W TVP niektóre ze spotkań w tym czasie były retransmitowane z opóźnieniem, transmitowane równocześnie lub nieemitowane w ogóle. W 1999 mecz Anglia–Polska został nadany na żywo przez Canal+.

Polsat Sport – nadawca spotkań reprezentacji w latach 2002, 2006, 2008, 2014–2017 i od 2018

Występy Polaków na MŚ 2002 i MŚ 2006 były pokazywane jednocześnie w kanałach Polsatu oraz w TVP2. W drugim programie Telewizji Polskiej nadawano w tamtym okresie wszystkie mecze reprezentacji (na początku 2008 przeniesiono je ponownie do programu pierwszego; wyjątkiem były ME 2008, do których prawa miał tylko Polsat). W latach 2014–2017 wszystkie mecze eliminacji ME i MŚ oraz finałów mistrzostw kontynentu emitowano w Polsacie (w tym w Polsacie Sport, którego podstawowym komentatorem był Mateusz Borek). Z kolei wszystkie gry towarzyskie w tym czasie pokazywała TVP. Mecze Polski na ME 2016 były transmitowane przez TVP i Polsat równocześnie. W tym samym roku Telewizja Polska zakupiła prawa emisji wszystkich spotkań polskiej drużyny w latach 2018–2022. Występy Polaków na MŚ 2018 były emitowane również w TVP 4K.
Obecnie wszystkie mecze reprezentacji Polski transmitowane są w całości na żywo na antenach PR Program I oraz TVP1, TVP2, TVP Sport i Polsat Sport.

## Sztab szkoleniowy
Dane aktualne na dzień 17.07.2025.
| Trener                           | Jan Urban                            |
| Drugi trener                     | Jacek Magiera                        |
| Asystent trenera                 | Marcin Prasoł Grzegorz Staszewski    |
| Dyrektor techniczny              | Adrian Mierzejewski                  |
| Rzecznik prasowy                 | Emil Kopański                        |
| Team manager                     | Emil Kopański                        |
| Kierownik techniczny             | Paweł Kosedowski                     |
| Asystent kierownika technicznego | Paweł Sidorowicz                     |
| Trener bramkarzy                 | Andrzej Dawidziuk Józef Młynarczyk   |
| Trener przygotowania fizycznego  | Cesar Sanjuan-Szklarz                |
| Trener analityk                  | Hubert Małowiejski                   |
| Trener-stażysta                  | Marcin Włodarski                     |
| Analityk wideo                   | Jakub Rejmoniak                      |
| Lekarz                           | Jacek Jaroszewski                    |
| Fizjoterapeuta                   | Paweł Bamber Adam Kurek Marcin Bator |
| Masażysta                        | Wojciech Herman                      |
| Szef kuchni                      | Tomasz Leśniak                       |
| Dietetyk                         | Wojciech Zep                         |
| Komunikacja                      | Tomasz Kozłowski                     |
| Logistyka                        | Łukasz Gawrjołek                     |
| Ochrona                          | Robert Siwek                         |

## Zawodnicy

### Obecny skład
Następujący gracze zostali powołani przez selekcjonera Michała Probierza do kadry na mecz towarzyski z Mołdawią i mecz eliminacji do MŚ 2026 z Finlandią w dniach 6 i 10 czerwca 2025:
Mecze i gole wg stanu po meczu z Finlandią (10 czerwca 2025)
| Nr         | Zawodnik                  | Data urodzenia (wiek)        | Mecze     | Gole      | Klub               |
| Bramkarze  | Bramkarze                 | Bramkarze                    | Bramkarze | Bramkarze | Bramkarze          |
| ---------- | ------------------------- | ---------------------------- | --------- | --------- | ------------------ |
| 1          | Łukasz Skorupski          | 5 maja 1991 (34 lata)        | 17        | 0         | Bologna            |
| 12         | Marcin Bułka              | 4 października 1999 (25 lat) | 5         | 0         | Neom               |
| 22         | Bartosz Mrozek            | 23 lutego 2000 (25 lat)      | 0         | 0         | Lech Poznań        |
|            | Mateusz Kochalski         | 25 lipca 2000 (25 lat)       | 0         | 0         | Qarabağ            |
| Obrońcy    |                           |                              |           |           |                    |
| 2          | Matty Cash                | 7 sierpnia 1997 (27 lat)     | 19        | 2         | Aston Villa        |
| 3          | Paweł Dawidowicz          | 20 maja 1995 (30 lat)        | 17        | 0         | Hellas Verona      |
| 4          | Mateusz Wieteska          | 11 lutego 1997 (28 lat)      | 6         | 0         | Kocaelispor        |
| 5          | Jan Bednarek              | 12 kwietnia 1996 (29 lat)    | 69        | 1         | FC Porto           |
| 14         | Jakub Kiwior              | 15 lutego 2000 (25 lat)      | 35        | 2         | Arsenal            |
| 15         | Sebastian Walukiewicz     | 5 kwietnia 2000 (25 lat)     | 10        | 1         | US Sassuolo Calcio |
| 16         | Mateusz Skrzypczak        | 22 sierpnia 2000 (24 lata)   | 2         | 0         | Lech Poznań        |
| 18         | Bartosz Bereszyński       | 12 lipca 1992 (33 lata)      | 58        | 0         | UC Sampdoria       |
| Pomocnicy  |                           |                              |           |           |                    |
| 6          | Jakub Piotrowski          | 4 października 1997 (27 lat) | 12        | 2         | Udinese Calcio     |
| 7          | Mateusz Bogusz            | 22 sierpnia 2001 (23 lata)   | 5         | 0         | Cruz Azul          |
| 8          | Jakub Moder               | 7 kwietnia 1999 (26 lat)     | 35        | 2         | Feyenoord          |
| 10         | Sebastian Szymański       | 11 maja 1999 (26 lat)        | 45        | 5         | Fenerbahçe         |
| 13         | Jakub Kamiński            | 5 czerwca 2002 (23 lata)     | 22        | 1         | 1. FC Köln         |
| 17         | Bartosz Slisz             | 29 marca 1999 (26 lat)       | 17        | 1         | Atlanta United     |
| 19         | Przemysław Frankowski     | 2 kwietnia 1995 (30 lat)     | 50        | 3         | Stade Rennais      |
| 20         | Maxi Oyedele              | 7 listopada 2004 (20 lat)    | 2         | 0         | RC Strasbourg      |
| 21         | Nicola Zalewski           | 23 stycznia 2002 (23 lata)   | 29        | 3         | Atalanta           |
|            | Oskar Repka               | 3 stycznia 1999 (26 lat)     | 0         | 0         | Raków Częstochowa  |
|            | Piotr Zieliński (kapitan) | 20 maja 1994 (31 lat)        | 99        | 14        | Inter Mediolan     |
| Napastnicy |                           |                              |           |           |                    |
| 9          | Adam Buksa                | 12 lipca 1996 (29 lat)       | 23        | 7         | FC Midtjylland     |
| 11         | Karol Świderski           | 23 stycznia 1997 (28 lat)    | 42        | 13        | Panathinaikos      |
| 23         | Krzysztof Piątek          | 1 lipca 1995 (30 lat)        | 37        | 12        | Al-Duhail          |

### Ostatnio powołani
Następujący gracze również byli powołani do polskiej kadry w ciągu ostatnich dwunastu miesięcy:
| Zawodnik             | Data urodzenia (wiek)         | Mecze     | Gole      | Klub                  | Ostatnie powołanie                                                       |
| Bramkarze            | Bramkarze                     | Bramkarze | Bramkarze | Bramkarze             | Bramkarze                                                                |
| -------------------- | ----------------------------- | --------- | --------- | --------------------- | ------------------------------------------------------------------------ |
| Bartłomiej Drągowski | 19 sierpnia 1997 (27 lat)     | 2         | 0         | Panathinaikos         | vs. Litwa, 21 marca 2025 vs. Malta, 24 marca 2025                        |
| Kacper Trelowski     | 19 sierpnia 2003 (21 lat)     | 0         | 0         | Raków Częstochowa     | vs. Portugalia, 12 października 2024 vs. Chorwacja, 15 października 2024 |
| Obrońcy              |                               |           |           |                       |                                                                          |
| Michał Gurgul        | 30 stycznia 2006 (19 lat)     | 0         | 0         | Lech Poznań           | vs. Portugalia, 15 listopada 2024 vs. Szkocja, 18 listopada 2024         |
| Kamil Piątkowski     | 21 czerwca 2000 (25 lat)      | 8         | 1         | Red Bull Salzburg     | vs. Litwa, 21 marca 2025 vs. Malta, 24 marca 2025                        |
| Tymoteusz Puchacz    | 23 stycznia 1999 (26 lat)     | 15        | 0         | Holstein Kiel         | vs. Portugalia, 15 listopada 2024 vs. Szkocja, 18 listopada 2024         |
| Pomocnicy            |                               |           |           |                       |                                                                          |
| Michael Ameyaw       | 16 września 2000 (24 lata)    | 2         | 0         | Raków Częstochowa     | vs. Portugalia, 15 listopada 2024 vs. Szkocja, 18 listopada 2024         |
| Kamil Grosicki       | 8 czerwca 1988 (37 lat)       | 95        | 17        | Pogoń Szczecin        | vs. Mołdawia, 6 czerwca 2025                                             |
| Bartosz Kapustka     | 23 grudnia 1996 (28 lat)      | 15        | 3         | Legia Warszawa        | vs. Portugalia, 15 listopada 2024 vs. Szkocja, 18 listopada 2024         |
| Antoni Kozubal       | 18 sierpnia 2004 (20 lat)     | 1         | 0         | Lech Poznań           | vs. Portugalia, 15 listopada 2024 vs. Szkocja, 18 listopada 2024         |
| Mateusz Kowalczyk    | 16 kwietnia 2004 (21 lat)     | 0         | 0         | GKS Katowice          | vs. Szkocja, 5 września 2024 vs. Chorwacja, 8 września 2024              |
| Kacper Kozłowski     | 16 października 2003 (21 lat) | 6         | 0         | Gaziantep             | vs. Portugalia, 15 listopada 2024 vs. Szkocja, 18 listopada 2024         |
| Dominik Marczuk      | 1 listopada 2003 (21 lat)     | 1         | 1         | Real Salt Lake        | vs. Portugalia, 15 listopada 2024 vs. Szkocja, 18 listopada 2024         |
| Taras Romanczuk      | 14 listopada 1991 (33 lata)   | 5         | 1         | Jagiellonia Białystok | vs. Portugalia, 15 listopada 2024 vs. Szkocja, 18 listopada 2024         |
| Kacper Urbański      | 7 września 2004 (20 lat)      | 11        | 0         | Bologna               | vs. Litwa, 21 marca 2025 vs. Malta, 24 marca 2025                        |
| Napastnicy           |                               |           |           |                       |                                                                          |
| Robert Lewandowski   | 21 sierpnia 1988 (36 lat)     | 158       | 85        | FC Barcelona          | vs. Litwa, 21 marca 2025 vs. Malta, 24 marca 2025                        |

### Składy w turniejach międzynarodowych
Składy na mistrzostwach świata
Składy na mistrzostwach Europy
Składy na igrzyskach olimpijskich

### Kapitanowie
Lista zawodników, którzy wyprowadzali reprezentację Polski na boisko w co najmniej 10 spotkaniach:
| Zawodnik              | Lata      | Uwagi                                                                       |
| --------------------- | --------- | --------------------------------------------------------------------------- |
| Józef Kałuża          | 1925–1928 |                                                                             |
| Jerzy Bułanow         | 1931–1935 |                                                                             |
| Władysław Szczepaniak | 1934–1947 | Kapitan na MŚ 1938                                                          |
| Tadeusz Parpan        | 1947–1950 |                                                                             |
| Gerard Cieślik        | 1950–1958 | Kapitan na IO 1952                                                          |
| Edmund Zientara       | 1956–1961 | Kapitan na IO 1960                                                          |
| Lucjan Brychczy       | 1960–1969 |                                                                             |
| Henryk Szczepański    | 1961–1965 |                                                                             |
| Stanisław Oślizło     | 1966–1971 |                                                                             |
| Bernard Blaut         | 1968–1971 |                                                                             |
| Włodzimierz Lubański  | 1970–1980 | Kapitan na IO 1972 (złoty medal)                                            |
| Kazimierz Deyna       | 1973–1978 | Kapitan na MŚ 1974 (brązowy medal), IO 1976 (srebrny medal) oraz na MŚ 1978 |
| Antoni Szymanowski    | 1975–1979 |                                                                             |
| Grzegorz Lato         | 1976–1980 |                                                                             |
| Władysław Żmuda       | 1980–1985 | Kapitan na MŚ 1982 (brązowy medal)                                          |
| Zbigniew Boniek       | 1985–1988 | Kapitan na MŚ 1986                                                          |
| Waldemar Prusik       | 1987–1991 |                                                                             |
| Zbigniew Kaczmarek    | 1990–1991 |                                                                             |
| Jerzy Brzęczek        | 1992–1999 | Kapitan na IO 1992 (srebrny medal, reprezentacja IO)                        |
| Roman Kosecki         | 1993–1995 |                                                                             |
| Tomasz Wałdoch        | 1993–2002 | Kapitan na MŚ 2002 (dwa mecze)                                              |
| Tomasz Łapiński       | 1994–1999 |                                                                             |
| Jacek Zieliński       | 1996–2003 | Kapitan na MŚ 2002 (jeden mecz)                                             |
| Jacek Bąk             | 2002–2008 | Kapitan na MŚ 2006 oraz na ME 2008 (jeden mecz)                             |
| Tomasz Kłos           | 2004–2005 |                                                                             |
| Michał Żewłakow       | 2006–2011 | Kapitan na ME 2008 (jeden mecz)                                             |
| Maciej Żurawski       | 2006–2008 | Kapitan na ME 2008 (jeden mecz)                                             |
| Jakub Błaszczykowski  | 2010–2023 | Kapitan na ME 2012                                                          |
| Robert Lewandowski    | 2013–2025 | Kapitan na ME 2016, MŚ 2018, ME 2020, MŚ 2022 oraz ME 2024 (jeden mecz)     |

Obecnym kapitanem reprezentacji jest Piotr Zieliński (wyznaczony przez trenera Michała Probierza w czerwcu 2025). Poprzednim kapitanem był Robert Lewandowski, który wyprowadzał polski zespół na boisko w rekordowych 92 spotkaniach. Wcześniej wieloletnim rekordzistą w liczbie występów z kapitańską opaską od początku spotkania był Deyna (57 meczów).

## Mecze i wyniki od 2024
| Rozgrywki                        | Data                 | Przeciwnik    | Wynik                   | Miasto    | Zdobywcy bramek dla Polski                                                                                                  |
| -------------------------------- | -------------------- | ------------- | ----------------------- | --------- | --- |
| Eliminacje do EURO 2024 – baraże | 21 marca 2024        | Estonia       | 5:1 (1:0)               | Warszawa  | Przemysław Frankowski (22'), Piotr Zieliński (50'), Jakub Piotrowski (70'), Karol Mets (74', GS), Sebastian Szymański (77') |
| Eliminacje do EURO 2024 – baraże | 26 marca 2024        | Walia         | 0:0 po dogrywce (k.5:4) | Cardiff   | |
| mecz towarzyski                  | 7 czerwca 2024       | Ukraina       | 3:1 (3:1)               | Warszawa  | Sebastian Walukiewicz (11'), Piotr Zieliński (16'), Taras Romanczuk (30')                                                   |
| mecz towarzyski                  | 10 czerwca 2024      | Turcja        | 2:1 (1:0)               | Warszawa  | Karol Świderski (12'), Nicola Zalewski (90')                                                                                |
| EURO 2024 – faza grupowa         | 16 czerwca 2024      | Holandia      | 1:2 (1:1)               | Hamburg   | Adam Buksa (16') |
| EURO 2024 – faza grupowa         | 21 czerwca 2024      | Austria       | 1:3 (1:1)               | Berlin    | Krzysztof Piątek (30') |
| EURO 2024 – faza grupowa         | 25 czerwca 2024      | Francja       | 1:1 (0:0)               | Dortmund  | Robert Lewandowski (79', K)                                                                                                 |
| Liga Narodów 2024/25             | 5 września 2024      | Szkocja       | 3:2 (1:0)               | Glasgow   | Sebastian Szymański (8'), Robert Lewandowski (44',K), Nicola Zalewski (90',K)                                               |
| Liga Narodów 2024/25             | 8 września 2024      | Chorwacja     | 0:1 (0:0)               | Osijek    | |
| Liga Narodów 2024/25             | 12 października 2024 | Portugalia    | 1:3 (0:2)               | Warszawa  | Piotr Zieliński (78') |
| Liga Narodów 2024/25             | 15 października 2024 | Chorwacja     | 3:3 (2:3)               | Warszawa  | Piotr Zieliński (5'), Nicola Zalewski (45'), Sebastian Szymański (68')                                                      |
| Liga Narodów 2024/25             | 15 listopada 2024    | Portugalia    | 1:5 (0:0)               | Porto     | Dominik Marczuk (88') |
| Liga Narodów 2024/25             | 18 listopada 2024    | Szkocja       | 1:2 (0:1)               | Warszawa  | Kamil Piątkowski (59') |
| Eliminacje do MŚ 2026            | 21 marca 2025        | Litwa         | 1:0 (0:0)               | Warszawa  | Robert Lewandowski (81') |
| Eliminacje do MŚ 2026            | 24 marca 2025        | Malta         | 2:0 (1:0)               | Warszawa  | Karol Świderski (12' i 51')                                                                                                 |
| mecz towarzyski                  | 6 czerwca 2025       | Mołdawia      | 2:0 (1:0)               | Chorzów   | Matty Cash (30'), Bartosz Slisz (88')                                                                                       |
| Eliminacje do MŚ 2026            | 10 czerwca 2025      | Finlandia     | 1:2 (0:1)               | Helsinki  | Jakub Kiwior (69') |
| Eliminacje do MŚ 2026            | 4 września 2025      | Holandia      |                         | Rotterdam | |
| Eliminacje do MŚ 2026            | 7 września 2025      | Finlandia     |                         | Chorzów   | |
| mecz towarzyski                  | 9 października 2025  | Nowa Zelandia |                         | Chorzów   | |
| Eliminacje do MŚ 2026            | 12 października 2025 | Litwa         |                         | Kowno     | |
| Eliminacje do MŚ 2026            | 14 listopada 2025    | Holandia      |                         | Warszawa  | |
| Eliminacje do MŚ 2026            | 17 listopada 2025    | Malta         |                         | Ta’ Qali  | |

## Udział w turniejach międzynarodowych

### Igrzyska olimpijskie
Przez wiele lat w piłkarskich turniejach olimpijskich mogli brać udział wyłącznie zawodnicy amatorscy, nie profesjonalni. W praktyce jednak niektóre państwa wystawiały swoje najsilniejsze zespoły, inne zaś były reprezentowane przez drużyny znacząco słabsze od potencjalnie najmocniejszej ekipy. Było to związane ze znacznie się od siebie różniącymi przepisami regulującymi kwestię amatorstwa w różnych państwach (FIFA pozostawiła kwestię uznawania piłkarza za amatora federacjom członkowskim), a także z często fikcyjnym amatorstwem (piłkarze-amatorzy otrzymywali nieoficjalnie wynagrodzenie za grę). W latach 20. XX wieku piłkarskie turnieje olimpijskie miały rangę nieoficjalnych mistrzostw świata.
Po odzyskaniu przez Polskę państwowości, jej reprezentacja miała zadebiutować w igrzyskach olimpijskich w 1920, jednak z powodu wojny z bolszewikami na miesiąc przed olimpiadą PKOl zrezygnował ze startu. Po raz pierwszy Polacy wystąpili na igrzyskach w 1924, odpadając w pierwszej rundzie. Cztery lata później, z powodu niskiego poziomu drużyny narodowej i rozbudowanego kalendarza rozgrywek ligowych, nie wystawiono reprezentacji do igrzysk w Amsterdamie. Powrót nastąpił w 1936 – prowadzeni przez Józefa Kałużę Polacy w Berlinie zajęli czwartą pozycję, przegrywając półfinał oraz mecz o trzecie miejsce różnicą jednej bramki.
W pierwszych po II wojnie światowej igrzyskach polska reprezentacja po rezygnacji PZPN nie wzięła udziału – przyznano wówczas walkower drużynie amerykańskiej, z którą Polacy mieli zagrać w pierwszej rundzie. Kolejny start olimpijski nastąpił w 1952 (Polacy odpadli w 1/8 rozgrywek). Cztery lata później po raz pierwszy przeprowadzono eliminacje do turnieju olimpijskiego, z których Polska była zwolniona, ale z wyjazdu do Melbourne i tak zrezygnowała, prawdopodobnie z powodów politycznych bądź finansowych. W 1960 po przejściu eliminacji Polacy zagrali w turnieju we Włoszech, jednak nie wyszli w nim z grupy. W fazie kwalifikacyjnej do kolejnej olimpiady w Tokio polska drużyna okazała się słabsza od Italii. Włosi zostali jednak zdyskwalifikowani za grę w tym dwumeczu profesjonalnych piłkarzy i MKOl przyznał awans Polsce. Piłkarski związek w Warszawie odrzucił jednak możliwość uczestnictwa w igrzyskach. Do igrzysk w Meksyku Polacy również się nie dostali.
Sukcesem zakończyły się za to dwa kolejne starty – w Monachium drużyna trenera Kazimierza Górskiego zdobyła złoty, a cztery lata później w Montrealu srebrny medal (do drugiego z tych turniejów jako obrońca tytułu Polska nie musiała się kwalifikować).
Do 1976 włącznie PZPN wystawiał zarówno w turniejach finałowych, jak i w eliminacjach reprezentację Polski A. Rywale Polaków niejednokrotnie przeciwstawiali jej drużynę kategorii amatorskiej, z tego powodu niektóre mecze w tych rozgrywkach (między zespołami różnych kategorii) uznane są za nieoficjalne. W latach 1980–1988 w eliminacjach olimpijskich brała udział polska reprezentacja olimpijska o innym składzie osobowym od pierwszej drużyny (wprowadzono bowiem nowe przepisy, które zabraniały uczestnictwa w rozgrywkach olimpijskich piłkarzom, którzy zagrali choć jeden mecz w eliminacjach lub finałach MŚ), prowadzona również przez innego selekcjonera (Polska odpadała w eliminacjach do trzech kolejnych igrzysk: 1980, 1984 i 1988). Od 1992 kwalifikacjami do IO są kontynentalne mistrzostwa drużyn do lat 21. Podczas turnieju finałowego wiek zawodników w dniu rozpoczęcia igrzysk nie może przekroczyć 23 lat. Od 1996 w kadrze może się znaleźć dodatkowo trzech starszych graczy. Reprezentacje olimpijskie nazywane są obecnie też reprezentacjami U23.
Polska drużyna po raz ostatni wzięła udział w igrzyskach w 1992 i w turnieju w Barcelonie zdobyła srebrny medal (trenerem był Janusz Wójcik). Do ośmiu kolejnych edycji igrzysk Polakom poprzez ME U21 nie udało się awansować.
| Igrzyska olimpijskie | Igrzyska olimpijskie                    | Igrzyska olimpijskie                    | Igrzyska olimpijskie                    | Igrzyska olimpijskie                    | Igrzyska olimpijskie                    | Igrzyska olimpijskie                    | Igrzyska olimpijskie                    | Igrzyska olimpijskie                    |
| Rok                  | Runda                                   | Pozycja                                 | M                                       | W                                       | R                                       | P                                       | GZ                                      | GS                                      |
| -------------------- | --------------------------------------- | --------------------------------------- | --------------------------------------- | --------------------------------------- | --------------------------------------- | --------------------------------------- | --------------------------------------- | --------------------------------------- |
| 1900                 | Nie brała udziału (Polska nie istniała) | Nie brała udziału (Polska nie istniała) | Nie brała udziału (Polska nie istniała) | Nie brała udziału (Polska nie istniała) | Nie brała udziału (Polska nie istniała) | Nie brała udziału (Polska nie istniała) | Nie brała udziału (Polska nie istniała) | Nie brała udziału (Polska nie istniała) |
| 1904                 | Nie brała udziału (Polska nie istniała) | Nie brała udziału (Polska nie istniała) | Nie brała udziału (Polska nie istniała) | Nie brała udziału (Polska nie istniała) | Nie brała udziału (Polska nie istniała) | Nie brała udziału (Polska nie istniała) | Nie brała udziału (Polska nie istniała) | Nie brała udziału (Polska nie istniała) |
| 1908                 | Nie brała udziału (Polska nie istniała) | Nie brała udziału (Polska nie istniała) | Nie brała udziału (Polska nie istniała) | Nie brała udziału (Polska nie istniała) | Nie brała udziału (Polska nie istniała) | Nie brała udziału (Polska nie istniała) | Nie brała udziału (Polska nie istniała) | Nie brała udziału (Polska nie istniała) |
| 1912                 | Nie brała udziału (Polska nie istniała) | Nie brała udziału (Polska nie istniała) | Nie brała udziału (Polska nie istniała) | Nie brała udziału (Polska nie istniała) | Nie brała udziału (Polska nie istniała) | Nie brała udziału (Polska nie istniała) | Nie brała udziału (Polska nie istniała) | Nie brała udziału (Polska nie istniała) |
| 1920                 | Wycofała się                            | Wycofała się                            | Wycofała się                            | Wycofała się                            | Wycofała się                            | Wycofała się                            | Wycofała się                            | Wycofała się                            |
| 1924                 | 1/16 finału                             | 20/22                                   | 1                                       | 0                                       | 0                                       | 1                                       | 0                                       | 5                                       |
| 1928                 | Nie brała udziału                       | Nie brała udziału                       | Nie brała udziału                       | Nie brała udziału                       | Nie brała udziału                       | Nie brała udziału                       | Nie brała udziału                       | Nie brała udziału                       |
| 1936                 | IV miejsce                              | 4/16                                    | 4                                       | 2                                       | 0                                       | 2                                       | 11                                      | 10                                      |
| 1948                 | Wycofała się                            | Wycofała się                            | Wycofała się                            | Wycofała się                            | Wycofała się                            | Wycofała się                            | Wycofała się                            | Wycofała się                            |
| 1952                 | 1/8 finału                              | 13/25                                   | 2                                       | 1                                       | 0                                       | 1                                       | 2                                       | 3                                       |
| 1956                 | Wycofała się                            | Wycofała się                            | Wycofała się                            | Wycofała się                            | Wycofała się                            | Wycofała się                            | Wycofała się                            | Wycofała się                            |
| 1960                 | Faza grupowa                            | 10/16                                   | 3                                       | 1                                       | 0                                       | 2                                       | 7                                       | 5                                       |
| 1964                 | Nie zakwalifikowała się                 | Nie zakwalifikowała się                 | Nie zakwalifikowała się                 | Nie zakwalifikowała się                 | Nie zakwalifikowała się                 | Nie zakwalifikowała się                 | Nie zakwalifikowała się                 | Nie zakwalifikowała się                 |
| 1968                 | Nie zakwalifikowała się                 | Nie zakwalifikowała się                 | Nie zakwalifikowała się                 | Nie zakwalifikowała się                 | Nie zakwalifikowała się                 | Nie zakwalifikowała się                 | Nie zakwalifikowała się                 | Nie zakwalifikowała się                 |
| 1972                 | Mistrzostwo                             | 1/16                                    | 7                                       | 6                                       | 1                                       | 0                                       | 21                                      | 5                                       |
| 1976                 | II miejsce                              | 2/13                                    | 5                                       | 3                                       | 1                                       | 1                                       | 11                                      | 5                                       |
| 1980                 | Nie zakwalifikowała się                 | Nie zakwalifikowała się                 | Nie zakwalifikowała się                 | Nie zakwalifikowała się                 | Nie zakwalifikowała się                 | Nie zakwalifikowała się                 | Nie zakwalifikowała się                 | Nie zakwalifikowała się                 |
| 1984                 | Nie zakwalifikowała się                 | Nie zakwalifikowała się                 | Nie zakwalifikowała się                 | Nie zakwalifikowała się                 | Nie zakwalifikowała się                 | Nie zakwalifikowała się                 | Nie zakwalifikowała się                 | Nie zakwalifikowała się                 |
| 1988                 | Nie zakwalifikowała się                 | Nie zakwalifikowała się                 | Nie zakwalifikowała się                 | Nie zakwalifikowała się                 | Nie zakwalifikowała się                 | Nie zakwalifikowała się                 | Nie zakwalifikowała się                 | Nie zakwalifikowała się                 |
| 1992                 | II miejsce                              | 2/16                                    | 6                                       | 4                                       | 1                                       | 1                                       | 17                                      | 6                                       |
| 1996                 | Nie zakwalifikowała się                 | Nie zakwalifikowała się                 | Nie zakwalifikowała się                 | Nie zakwalifikowała się                 | Nie zakwalifikowała się                 | Nie zakwalifikowała się                 | Nie zakwalifikowała się                 | Nie zakwalifikowała się                 |
| 2000                 | Nie zakwalifikowała się                 | Nie zakwalifikowała się                 | Nie zakwalifikowała się                 | Nie zakwalifikowała się                 | Nie zakwalifikowała się                 | Nie zakwalifikowała się                 | Nie zakwalifikowała się                 | Nie zakwalifikowała się                 |
| 2004                 | Nie zakwalifikowała się                 | Nie zakwalifikowała się                 | Nie zakwalifikowała się                 | Nie zakwalifikowała się                 | Nie zakwalifikowała się                 | Nie zakwalifikowała się                 | Nie zakwalifikowała się                 | Nie zakwalifikowała się                 |
| 2008                 | Nie zakwalifikowała się                 | Nie zakwalifikowała się                 | Nie zakwalifikowała się                 | Nie zakwalifikowała się                 | Nie zakwalifikowała się                 | Nie zakwalifikowała się                 | Nie zakwalifikowała się                 | Nie zakwalifikowała się                 |
| 2012                 | Nie zakwalifikowała się                 | Nie zakwalifikowała się                 | Nie zakwalifikowała się                 | Nie zakwalifikowała się                 | Nie zakwalifikowała się                 | Nie zakwalifikowała się                 | Nie zakwalifikowała się                 | Nie zakwalifikowała się                 |
| 2016                 | Nie zakwalifikowała się                 | Nie zakwalifikowała się                 | Nie zakwalifikowała się                 | Nie zakwalifikowała się                 | Nie zakwalifikowała się                 | Nie zakwalifikowała się                 | Nie zakwalifikowała się                 | Nie zakwalifikowała się                 |
| 2020                 | Nie zakwalifikowała się                 | Nie zakwalifikowała się                 | Nie zakwalifikowała się                 | Nie zakwalifikowała się                 | Nie zakwalifikowała się                 | Nie zakwalifikowała się                 | Nie zakwalifikowała się                 | Nie zakwalifikowała się                 |
| 2024                 | Nie zakwalifikowała się                 | Nie zakwalifikowała się                 | Nie zakwalifikowała się                 | Nie zakwalifikowała się                 | Nie zakwalifikowała się                 | Nie zakwalifikowała się                 | Nie zakwalifikowała się                 | Nie zakwalifikowała się                 |
| 2028                 | Kwalifikacje do rozegrania              | Kwalifikacje do rozegrania              | Kwalifikacje do rozegrania              | Kwalifikacje do rozegrania              | Kwalifikacje do rozegrania              | Kwalifikacje do rozegrania              | Kwalifikacje do rozegrania              | Kwalifikacje do rozegrania              |
| 2032                 | Kwalifikacje do rozegrania              | Kwalifikacje do rozegrania              | Kwalifikacje do rozegrania              | Kwalifikacje do rozegrania              | Kwalifikacje do rozegrania              | Kwalifikacje do rozegrania              | Kwalifikacje do rozegrania              | Kwalifikacje do rozegrania              |
| Razem                | Mistrzostwo                             | 7/26                                    | 28                                      | 17                                      | 3                                       | 8                                       | 69                                      | 39                                      |

### Mistrzostwa świata
Polska drużyna dziewięciokrotnie brała udział w turniejach finałowych MŚ, najlepszy wynik – trzecie miejsce – osiągając w 1974 (w spotkaniu o brązowy medal Polacy pokonali broniącą tytułu Brazylię 1:0) i w 1982 (w decydującym meczu wygrali z Francją 3:2). Jest jednym z dwudziestu zespołów narodowych, które zdobyły medal MŚ. W najlepszej ósemce turnieju Polska znalazła się też w 1978.
Zwycięsko przez eliminacje polski zespół nie przeszedł dziesięciokrotnie, przy czym runda kwalifikacyjna MŚ 1934 nie została przez Polskę dokończona: rewanżowy mecz z Czechosłowacją Polska oddała walkowerem z powodów politycznych (konflikt o Zaolzie). Polacy nie wystartowali w trzech edycjach mundialu: w MŚ 1930 (rozegranych bez eliminacji), MŚ 1950 oraz MŚ 1954 (wycofali się z eliminacji po ich rozlosowaniu). Po 36 latach od mistrzostw świata w 1986 roku, w 2022 roku, Polska weszła do fazy pucharowej, ostatecznie przegrywając z Francją w 1/8 finału.
| 1930  | Nie brała udziału          | Nie brała udziału          | Nie brała udziału          | Nie brała udziału          | Nie brała udziału          | Nie brała udziału          | Nie brała udziału          | Nie brała udziału          | –   | –  | –  | –  | –   | –   | Loth                                                                                               |
| 1934  | Nie zakwalifikowała się    | Nie zakwalifikowała się    | Nie zakwalifikowała się    | Nie zakwalifikowała się    | Nie zakwalifikowała się    | Nie zakwalifikowała się    | Nie zakwalifikowała się    | Nie zakwalifikowała się    | 1   | 0  | 0  | 1  | 1   | 2   | Kałuża                                                                                             |
| 1938  | 1/8 finału                 | 11/15                      | 1                          | 0                          | 0                          | 1                          | 5                          | 6                          | 2   | 1  | 0  | 1  | 4   | 1   | Kałuża                                                                                             |
| 1950  | Nie brała udziału          | Nie brała udziału          | Nie brała udziału          | Nie brała udziału          | Nie brała udziału          | Nie brała udziału          | Nie brała udziału          | Nie brała udziału          | –   | –  | –  | –  | –   | –   | Szymkowiak, Izdebski, Kisieliński, Krug, Śmiglak, potem Szymkowiak, Kaczanowski, Kisieliński, Krug |
| 1954  | Wycofała się z eliminacji  | Wycofała się z eliminacji  | Wycofała się z eliminacji  | Wycofała się z eliminacji  | Wycofała się z eliminacji  | Wycofała się z eliminacji  | Wycofała się z eliminacji  | Wycofała się z eliminacji  | –   | –  | –  | –  | –   | –   | Koncewicz                                                                                          |
| 1958  | Nie zakwalifikowała się    | Nie zakwalifikowała się    | Nie zakwalifikowała się    | Nie zakwalifikowała się    | Nie zakwalifikowała się    | Nie zakwalifikowała się    | Nie zakwalifikowała się    | Nie zakwalifikowała się    | 5   | 3  | 0  | 2  | 9   | 7   | Reyman oraz Dyrda i Ziemian                                                                        |
| 1962  | Nie zakwalifikowała się    | Nie zakwalifikowała się    | Nie zakwalifikowała się    | Nie zakwalifikowała się    | Nie zakwalifikowała się    | Nie zakwalifikowała się    | Nie zakwalifikowała się    | Nie zakwalifikowała się    | 2   | 0  | 1  | 1  | 2   | 3   | Krug                                                                                               |
| 1966  | Nie zakwalifikowała się    | Nie zakwalifikowała się    | Nie zakwalifikowała się    | Nie zakwalifikowała się    | Nie zakwalifikowała się    | Nie zakwalifikowała się    | Nie zakwalifikowała się    | Nie zakwalifikowała się    | 6   | 2  | 2  | 2  | 11  | 10  | Motoczyński oraz Koncewicz i Krawczyk                                                              |
| 1970  | Nie zakwalifikowała się    | Nie zakwalifikowała się    | Nie zakwalifikowała się    | Nie zakwalifikowała się    | Nie zakwalifikowała się    | Nie zakwalifikowała się    | Nie zakwalifikowała się    | Nie zakwalifikowała się    | 6   | 4  | 0  | 2  | 19  | 8   | Koncewicz                                                                                          |
| 1974  | III miejsce                | 3/16                       | 7                          | 6                          | 0                          | 1                          | 16                         | 5                          | 4   | 2  | 1  | 1  | 6   | 3   | Górski                                                                                             |
| 1978  | V miejsce                  | 5/16                       | 6                          | 3                          | 1                          | 2                          | 6                          | 6                          | 6   | 5  | 1  | 0  | 17  | 4   | Gmoch                                                                                              |
| 1982  | III miejsce                | 3/24                       | 7                          | 3                          | 3                          | 1                          | 11                         | 5                          | 4   | 4  | 0  | 0  | 12  | 2   | Kulesza, Piechniczek                                                                               |
| 1986  | 1/8 finału                 | 14/24                      | 4                          | 1                          | 1                          | 2                          | 1                          | 7                          | 6   | 3  | 2  | 1  | 10  | 6   | Piechniczek                                                                                        |
| 1990  | Nie zakwalifikowała się    | Nie zakwalifikowała się    | Nie zakwalifikowała się    | Nie zakwalifikowała się    | Nie zakwalifikowała się    | Nie zakwalifikowała się    | Nie zakwalifikowała się    | Nie zakwalifikowała się    | 6   | 2  | 1  | 3  | 4   | 8   | Łazarek, Strejlau                                                                                  |
| 1994  | Nie zakwalifikowała się    | Nie zakwalifikowała się    | Nie zakwalifikowała się    | Nie zakwalifikowała się    | Nie zakwalifikowała się    | Nie zakwalifikowała się    | Nie zakwalifikowała się    | Nie zakwalifikowała się    | 10  | 3  | 2  | 5  | 10  | 15  | Strejlau, Ćmikiewicz                                                                               |
| 1998  | Nie zakwalifikowała się    | Nie zakwalifikowała się    | Nie zakwalifikowała się    | Nie zakwalifikowała się    | Nie zakwalifikowała się    | Nie zakwalifikowała się    | Nie zakwalifikowała się    | Nie zakwalifikowała się    | 8   | 3  | 1  | 4  | 10  | 12  | Piechniczek, Pawlak, Wójcik                                                                        |
| 2002  | Faza grupowa               | 25/32                      | 3                          | 1                          | 0                          | 2                          | 3                          | 7                          | 10  | 6  | 3  | 1  | 21  | 11  | Engel                                                                                              |
| 2006  | Faza grupowa               | 21/32                      | 3                          | 1                          | 0                          | 2                          | 2                          | 4                          | 10  | 8  | 0  | 2  | 27  | 9   | Janas                                                                                              |
| 2010  | Nie zakwalifikowała się    | Nie zakwalifikowała się    | Nie zakwalifikowała się    | Nie zakwalifikowała się    | Nie zakwalifikowała się    | Nie zakwalifikowała się    | Nie zakwalifikowała się    | Nie zakwalifikowała się    | 10  | 3  | 2  | 5  | 19  | 14  | Beenhakker, Majewski                                                                               |
| 2014  | Nie zakwalifikowała się    | Nie zakwalifikowała się    | Nie zakwalifikowała się    | Nie zakwalifikowała się    | Nie zakwalifikowała się    | Nie zakwalifikowała się    | Nie zakwalifikowała się    | Nie zakwalifikowała się    | 10  | 3  | 4  | 3  | 18  | 12  | Fornalik                                                                                           |
| 2018  | Faza grupowa               | 25/32                      | 3                          | 1                          | 0                          | 2                          | 2                          | 5                          | 10  | 8  | 1  | 1  | 28  | 14  | Nawałka                                                                                            |
| 2022  | 1/8 finału                 | 15/32                      | 4                          | 1                          | 1                          | 2                          | 3                          | 5                          | 11  | 7  | 2  | 2  | 32  | 11  | Sousa, Michniewicz                                                                                 |
| 2026  | Kwalifikacje do rozegrania | Kwalifikacje do rozegrania | Kwalifikacje do rozegrania | Kwalifikacje do rozegrania | Kwalifikacje do rozegrania | Kwalifikacje do rozegrania | Kwalifikacje do rozegrania | Kwalifikacje do rozegrania | 3   | 2  | 0  | 1  | 4   | 2   | Probierz, Urban                                                                                    |
| 2030  | Kwalifikacje do rozegrania | Kwalifikacje do rozegrania | Kwalifikacje do rozegrania | Kwalifikacje do rozegrania | Kwalifikacje do rozegrania | Kwalifikacje do rozegrania | Kwalifikacje do rozegrania | Kwalifikacje do rozegrania |     |    |    |    |     |     | |
| 2034  | Kwalifikacje do rozegrania | Kwalifikacje do rozegrania | Kwalifikacje do rozegrania | Kwalifikacje do rozegrania | Kwalifikacje do rozegrania | Kwalifikacje do rozegrania | Kwalifikacje do rozegrania | Kwalifikacje do rozegrania |     |    |    |    |     |     | |
| Razem | III miejsce (dwa razy)     | 9/22                       | 38                         | 17                         | 6                          | 15                         | 49                         | 51                         | 131 | 69 | 23 | 39 | 264 | 156 | |

| Polska w MŚ       | Polska w MŚ |
| ----------------- | --- |
| Pierwszy mecz     | Polska – Brazylia 5:6 pd. (5 czerwca 1938; Strasburg, Francja)                                                                   |
| Najwyższa wygrana | Polska – Haiti 7:0 (19 czerwca 1974; Monachium, Niemcy Zachodnie)                                                                |
| Najwyższa porażka | Brazylia – Polska 4:0 (16 czerwca 1986; Guadalajara, Meksyk) Polska – Portugalia 0:4 (10 czerwca 2002; Jeonju, Korea Południowa) |
| Najlepsza pozycja | 3. miejsce (MŚ 1974, MŚ 1982) |
| Najgorsza pozycja | 25. miejsce (MŚ 2002, MŚ 2018)                                                                                                   |

### Mistrzostwa Europy
Reprezentacja Polski wzięła udział we wszystkich dotąd rozegranych edycjach mistrzostw kontynentu, lecz w dwunastu z nich nie przechodziła eliminacji. W turnieju finałowym startowała pięciokrotnie – w 2008, 2012, 2020 i w 2024 odpadła w fazie grupowej, z kolei w 2016 doszła do ćwierćfinału, remisując w nim z późniejszym zwycięzcą turnieju – Portugalią 1:1 i żegnając się z mistrzostwami po przegranych rzutach karnych. W 2012 Polska była wraz z Ukrainą współgospodarzem finałów EURO.
| 1960  | Nie zakwalifikowała się    | Nie zakwalifikowała się    | Nie zakwalifikowała się    | Nie zakwalifikowała się    | Nie zakwalifikowała się    | Nie zakwalifikowała się    | Nie zakwalifikowała się    | Nie zakwalifikowała się    | 2                           | 0                           | 0                           | 2                           | 2                           | 7                           | Krug                                               |
| 1964  | Nie zakwalifikowała się    | Nie zakwalifikowała się    | Nie zakwalifikowała się    | Nie zakwalifikowała się    | Nie zakwalifikowała się    | Nie zakwalifikowała się    | Nie zakwalifikowała się    | Nie zakwalifikowała się    | 2                           | 0                           | 0                           | 2                           | 0                           | 4                           | Krug                                               |
| 1968  | Nie zakwalifikowała się    | Nie zakwalifikowała się    | Nie zakwalifikowała się    | Nie zakwalifikowała się    | Nie zakwalifikowała się    | Nie zakwalifikowała się    | Nie zakwalifikowała się    | Nie zakwalifikowała się    | 6                           | 3                           | 1                           | 2                           | 13                          | 9                           | trio Nowak oraz Brzeżańczyk i Górski, potem Matyas |
| 1972  | Nie zakwalifikowała się    | Nie zakwalifikowała się    | Nie zakwalifikowała się    | Nie zakwalifikowała się    | Nie zakwalifikowała się    | Nie zakwalifikowała się    | Nie zakwalifikowała się    | Nie zakwalifikowała się    | 6                           | 2                           | 2                           | 2                           | 10                          | 6                           | Koncewicz, Górski                                  |
| 1976  | Nie zakwalifikowała się    | Nie zakwalifikowała się    | Nie zakwalifikowała się    | Nie zakwalifikowała się    | Nie zakwalifikowała się    | Nie zakwalifikowała się    | Nie zakwalifikowała się    | Nie zakwalifikowała się    | 6                           | 3                           | 2                           | 1                           | 9                           | 5                           | Górski                                             |
| 1980  | Nie zakwalifikowała się    | Nie zakwalifikowała się    | Nie zakwalifikowała się    | Nie zakwalifikowała się    | Nie zakwalifikowała się    | Nie zakwalifikowała się    | Nie zakwalifikowała się    | Nie zakwalifikowała się    | 8                           | 5                           | 2                           | 1                           | 13                          | 4                           | Gmoch, Kulesza                                     |
| 1984  | Nie zakwalifikowała się    | Nie zakwalifikowała się    | Nie zakwalifikowała się    | Nie zakwalifikowała się    | Nie zakwalifikowała się    | Nie zakwalifikowała się    | Nie zakwalifikowała się    | Nie zakwalifikowała się    | 6                           | 1                           | 2                           | 3                           | 6                           | 9                           | Piechniczek                                        |
| 1988  | Nie zakwalifikowała się    | Nie zakwalifikowała się    | Nie zakwalifikowała się    | Nie zakwalifikowała się    | Nie zakwalifikowała się    | Nie zakwalifikowała się    | Nie zakwalifikowała się    | Nie zakwalifikowała się    | 8                           | 3                           | 2                           | 3                           | 9                           | 11                          | Łazarek                                            |
| 1992  | Nie zakwalifikowała się    | Nie zakwalifikowała się    | Nie zakwalifikowała się    | Nie zakwalifikowała się    | Nie zakwalifikowała się    | Nie zakwalifikowała się    | Nie zakwalifikowała się    | Nie zakwalifikowała się    | 6                           | 2                           | 3                           | 1                           | 8                           | 6                           | Strejlau                                           |
| 1996  | Nie zakwalifikowała się    | Nie zakwalifikowała się    | Nie zakwalifikowała się    | Nie zakwalifikowała się    | Nie zakwalifikowała się    | Nie zakwalifikowała się    | Nie zakwalifikowała się    | Nie zakwalifikowała się    | 10                          | 3                           | 4                           | 3                           | 14                          | 12                          | Apostel                                            |
| 2000  | Nie zakwalifikowała się    | Nie zakwalifikowała się    | Nie zakwalifikowała się    | Nie zakwalifikowała się    | Nie zakwalifikowała się    | Nie zakwalifikowała się    | Nie zakwalifikowała się    | Nie zakwalifikowała się    | 8                           | 4                           | 1                           | 3                           | 12                          | 8                           | Wójcik                                             |
| 2004  | Nie zakwalifikowała się    | Nie zakwalifikowała się    | Nie zakwalifikowała się    | Nie zakwalifikowała się    | Nie zakwalifikowała się    | Nie zakwalifikowała się    | Nie zakwalifikowała się    | Nie zakwalifikowała się    | 8                           | 4                           | 1                           | 3                           | 11                          | 7                           | Boniek, Janas                                      |
| 2008  | Faza grupowa               | 14/16                      | 3                          | 0                          | 1                          | 2                          | 1                          | 3                          | 14                          | 8                           | 4                           | 2                           | 24                          | 12                          | Beenhakker                                         |
| 2012  | Faza grupowa               | 14/16                      | 3                          | 0                          | 2                          | 1                          | 2                          | 3                          | Kwalifikacja jako gospodarz | Kwalifikacja jako gospodarz | Kwalifikacja jako gospodarz | Kwalifikacja jako gospodarz | Kwalifikacja jako gospodarz | Kwalifikacja jako gospodarz | Smuda                                              |
| 2016  | Ćwierćfinał                | 7/24                       | 5                          | 2                          | 3                          | 0                          | 4                          | 2                          | 10                          | 6                           | 3                           | 1                           | 33                          | 10                          | Nawałka                                            |
| 2020  | Faza grupowa               | 21/24                      | 3                          | 0                          | 1                          | 2                          | 4                          | 6                          | 10                          | 8                           | 1                           | 1                           | 18                          | 5                           | Brzęczek, Sousa                                    |
| 2024  | Faza grupowa               | 23/24                      | 3                          | 0                          | 1                          | 2                          | 3                          | 6                          | 8                           | 3                           | 2                           | 3                           | 10                          | 10                          | Santos, Probierz                                   |
| 2028  | Kwalifikacje do rozegrania | Kwalifikacje do rozegrania | Kwalifikacje do rozegrania | Kwalifikacje do rozegrania | Kwalifikacje do rozegrania | Kwalifikacje do rozegrania | Kwalifikacje do rozegrania | Kwalifikacje do rozegrania |                             |                             |                             |                             |                             |                             |                                                    |
| 2032  | Kwalifikacje do rozegrania | Kwalifikacje do rozegrania | Kwalifikacje do rozegrania | Kwalifikacje do rozegrania | Kwalifikacje do rozegrania | Kwalifikacje do rozegrania | Kwalifikacje do rozegrania | Kwalifikacje do rozegrania |                             |                             |                             |                             |                             |                             |                                                    |
| Razem | Ćwierćfinał                | 5/17                       | 17                         | 2                          | 8                          | 7                          | 14                         | 20                         | 118                         | 55                          | 30                          | 33                          | 192                         | 125                         |                                                    |

| Polska w ME       | Polska w ME |
| ----------------- | --- |
| Pierwszy mecz     | Polska – Niemcy 0:2 (8 czerwca 2008; Klagenfurt, Austria)                                                                  |
| Najwyższa wygrana | Polska – Irlandia Północna 1:0 (12 czerwca 2016; Nicea, Francja) Polska – Ukraina 1:0 (21 czerwca 2016; Marsylia, Francja) |
| Najwyższa porażka | Polska – Niemcy 0:2 (8 czerwca 2008; Klagenfurt, Austria) Polska – Austria 1:3 (21 czerwca 2024; Berlin, Niemcy)           |
| Najlepsza pozycja | 7. miejsce (ME 2016) |
| Najgorsza pozycja | 23. miejsce (ME 2024) |

### Liga Narodów
| Liga Narodów | Liga Narodów | Liga Narodów      | Liga Narodów | Liga Narodów | Liga Narodów | Liga Narodów | Liga Narodów | Liga Narodów | Liga Narodów |
| Edycja       | Dywizja      | Etap              | Pozycja      | M            | W            | R            | P            | GZ           | GS           |
| ------------ | ------------ | ----------------- | ------------ | ------------ | ------------ | ------------ | ------------ | ------------ | ------------ |
| 2018/19      | A            | Faza grupowa (A3) | 3/3          | 4            | 0            | 2            | 2            | 4            | 6            |
| 2020/21      | A            | Faza grupowa (A1) | 3/4          | 6            | 2            | 1            | 3            | 6            | 6            |
| 2022/23      | A            | Faza grupowa (A4) | 3/4          | 6            | 2            | 1            | 3            | 6            | 12           |
| 2024/25      | A            | Faza grupowa (A1) | 4/4          | 6            | 1            | 1            | 4            | 9            | 16           |
| Razem        | A            | Faza grupowa      | Faza grupowa | 22           | 5            | 5            | 12           | 25           | 40           |

### Pozostałeturnieje
| Turniej                                        | Runda                    | Pozycja     | M  | W  | R | P  | GZ | GS | Przypisy        |
| ---------------------------------------------- | ------------------------ | ----------- | -- | -- | - | -- | -- | -- | --------------- |
| Turniej Słowiański 1928                        | Półfinał                 | 4. miejsce  | 2  | 0  | 0 | 2  | 2  | 4  | [ 142 ]         |
| Puchar Europy Środkowej amatorów 1929/1930     | Zwycięstwo, faza grupowa | 1. miejsce  | 6  | 3  | 1 | 2  | 15 | 10 | [ 143 ] [ 144 ] |
| Igrzyska Bałkańsko-Środkowoeuropejskie 1948    | Faza grupowa             | 6. miejsce  | 5  | 1  | 2 | 2  | 6  | 9  | [ 145 ]         |
| Nehru Cup 1984                                 | Zwycięstwo               | 1. miejsce  | 6  | 4  | 2 | 0  | 7  | 3  | [ 146 ] [ 147 ] |
| Querétaro Tournament 1985                      | Faza grupowa             | 4. miejsce  | 2  | 0  | 1 | 1  | 2  | 7  | [ 148 ]         |
| Israel Tournament 1988                         | Zwycięstwo, faza grupowa | 1. miejsce  | 2  | 1  | 1 | 0  | 5  | 3  | [ 149 ]         |
| Marlboro Cup 1990                              | Półfinał                 | 3. miejsce  | 2  | 1  | 0 | 1  | 3  | 2  | [ 150 ]         |
| Carlsberg Cup 1996                             | Półfinał                 | 3. miejsce  | 2  | 1  | 0 | 1  | 1  | 5  | [ 151 ]         |
| Cyprus International Football Tournaments 1997 | Zwycięstwo, faza grupowa | 1. miejsce  | 3  | 2  | 1 | 0  | 6  | 4  | [ 152 ]         |
| Turniej Czterech Narodów 1999                  | Półfinał                 | 3. miejsce  | 2  | 0  | 1 | 1  | 0  | 2  | [ 153 ]         |
| Trofej Marjana 2003                            | Zwycięstwo, faza grupowa | 1. miejsce  | 2  | 1  | 1 | 0  | 3  | 0  | [ 154 ]         |
| Memoriał Walerego Łobanowskiego 2005           | Zwycięstwo               | 1. miejsce  | 2  | 2  | 0 | 0  | 6  | 4  | [ 155 ]         |
| Puchar Króla Tajlandii 2010                    | Faza grupowa             | 2. miejsce  | 3  | 2  | 0 | 1  | 10 | 5  | [ 156 ]         |
| Razem                                          |                          | 6 zwycięstw | 39 | 18 | 9 | 11 | 66 | 58 |                 |

## Sukcesy
Mistrzostwa świata
- Trzecie miejsce (2): 1974, 1982
- Piąte miejsce (1): 1978

Mistrzostwa Europy
- Ćwierćfinał (1): 2016

Igrzyska olimpijskie
- Złoty medal (1): 1972
- Srebrny medal (2): 1976, 1992
- Czwarte miejsce (1): 1936

| Mistrzostwa          | złoto | srebro | brąz | Razem |
| -------------------- | ----- | ------ | ---- | ----- |
| Mistrzostwa świata   | 0     | 0      | 2    | 2     |
| Mistrzostwa Europy   | 0     | 0      | 0    | 0     |
| Igrzyska olimpijskie | 1     | 2      | 0    | 3     |
| Total                | 1     | 2      | 2    | 5     |

Puchar Europy Środkowej amatorów
- Zwycięstwo (1): 1929/1930 (mecze nieoficjalne)

Nehru Cup
- Zwycięstwo (1): 1984

Israel Tournament
- Zwycięstwo (1): 1988

Marlboro Cup
- Trzecie miejsce (1): 1990

Carlsberg Cup
- Trzecie miejsce (1): 1996

Cyprus International Football Tournaments
- Zwycięstwo (1): 1997

Turniej Czterech Narodów
- Trzecie miejsce (1): 1999

Trofej Marjana
- Zwycięstwo (1): 2003

Memoriał Walerego Łobanowskiego
- Zwycięstwo (1): 2005

Puchar Króla Tajlandii
- Drugie miejsce (1): 2010

Memoriał Kazimierza Deyny
- Trzecie Miejsce (1): 2001
- czwarte miejsce (2): 2002, 2003

## Ranking FIFA
Pod koniec 1990 FIFA po raz pierwszy opublikowała ranking reprezentacji narodowych członków światowej federacji za miniony rok. Ranking roczny opublikowano również na koniec 1991 i 1992, natomiast od sierpnia 1993 zestawienie opracowywane jest i publikowane co miesiąc (z rzadkimi wyjątkami, kiedy ranking nie był publikowany). Zestawienie wykorzystywane jest przy ustalaniu koszyków przed losowaniami eliminacji oraz finałów MŚ i ME. Reprezentacja Polski najwyższe miejsce w tym zestawieniu (5.) osiągnęła w sierpniu 2017, z kolei najniższe w listopadzie 2013 (78.). Średnia pozycja zajmowana przez Polskę od czasu utworzenia rankingu to 37. Największy awans Polska zanotowała w październiku 2014 (o 26 pozycji), natomiast największy spadek nastąpił w październiku 2009 (o 20 miejsc).

Pozycje reprezentacji Polski w rankingu FIFA i w rankingu Elo

Pozycje reprezentacji Polski w rankingu FIFA:
| Miesiąc/rok | I  | II | III | IV | V  | VI | VII | VIII | IX | X  | XI | XII |
| ----------- | -- | -- | --- | -- | -- | -- | --- | ---- | -- | -- | -- | --- |
| 1990        |    |    |     |    |    |    |     |      |    |    |    | 22  |
| 1991        |    |    |     |    |    |    |     |      |    |    |    | 22  |
| 1992        |    |    |     |    |    |    |     |      |    |    |    | 20  |
| 1993        |    |    |     |    |    |    |     | 20   | 22 | 23 | 26 | 28  |
| 1994        | –  | 24 | 24  | 28 | 27 | 32 | 32  | –    | 33 | 36 | 33 | 29  |
| 1995        | –  | 32 | –   | 34 | 36 | 29 | 32  | 28   | 28 | 27 | 33 | 33  |
| 1996        | 35 | 37 | –   | 40 | 42 | –  | 50  | 55   | 56 | 55 | 52 | 53  |
| 1997        | –  | 56 | –   | 52 | 57 | 57 | 51  | 53   | 50 | 45 | 47 | 48  |
| 1998        | –  | 60 | 61  | 55 | 54 | –  | 48  | 40   | 34 | 34 | 29 | 31  |
| 1999        | 29 | 28 | 27  | 30 | 29 | 23 | 26  | 27   | 29 | 30 | 32 | 32  |
| 2000        | 32 | 32 | 32  | 34 | 35 | 36 | 41  | 44   | 36 | 36 | 44 | 43  |
| 2001        | 39 | 38 | 32  | 23 | 23 | 23 | 24  | 25   | 27 | 28 | 33 | 33  |
| 2002        | 31 | 36 | 33  | 38 | 38 | –  | 39  | 37   | 35 | 35 | 33 | 33  |
| 2003        | 33 | 33 | 32  | 28 | 29 | 33 | 36  | 34   | 31 | 26 | 24 | 25  |
| 2004        | 27 | 26 | 24  | 30 | 29 | 26 | 27  | 28   | 29 | 29 | 26 | 25  |
| 2005        | 25 | 25 | 27  | 25 | 24 | 23 | 24  | 22   | 17 | 23 | 23 | 22  |
| 2006        | 22 | 26 | 26  | 28 | 29 | –  | 30  | 30   | 35 | 27 | 22 | 24  |
| 2007        | 25 | 23 | 24  | 21 | 18 | 18 | 21  | 20   | 16 | 20 | 23 | 22  |
| 2008        | 23 | 20 | 24  | 28 | 27 | 28 | 32  | 29   | 30 | 30 | 32 | 34  |
| 2009        | 31 | 28 | 29  | 41 | 40 | 39 | 41  | 40   | 36 | 56 | 56 | 58  |
| 2010        | –  | 57 | 59  | 58 | 58 | –  | 56  | 56   | 66 | 69 | 71 | 73  |
| 2011        | 72 | 71 | 70  | 71 | 71 | 67 | 69  | 65   | 65 | 64 | 66 | 66  |
| 2012        | 68 | 70 | 75  | 65 | 65 | 62 | 54  | 54   | 56 | 54 | 54 | 55  |
| 2013        | 56 | 59 | 61  | 63 | 63 | 65 | 75  | 72   | 65 | 69 | 78 | 76  |
| 2014        | 77 | 70 | 73  | 72 | 72 | 69 | 61  | 61   | 70 | 44 | 40 | 41  |
| 2015        | 41 | 40 | 34  | 35 | 35 | 32 | 30  | 33   | 34 | 43 | 38 | 34  |
| 2016        | 35 | 34 | 31  | 27 | 27 | 27 | 16  | 16   | 17 | 15 | 15 | 15  |
| 2017        | 15 | 14 | 12  | 11 | 11 | 10 | 6   | 5    | 6  | 6  | 7  | 7   |
| 2018        | 7  | 7  | 6   | 10 | 10 | 8  | –   | 18   | 18 | 21 | 20 | 20  |
| 2019        | –  | 20 | –   | 20 | –  | 19 | 20  | –    | 22 | 21 | 19 | 19  |
| 2020        | –  | 19 | –   | 19 | –  | 19 | 19  | –    | 19 | 18 | 19 | 19  |
| 2021        | –  | 19 | –   | 21 | 21 | –  | –   | 27   | 24 | 23 | 27 | 27  |
| 2022        | –  | 28 | 26  | –  | –  | 26 | –   | –    | 26 | 26 | –  | 22  |
| 2023        | 22 | –  | –   | 23 | –  | 26 | 26  | –    | 30 | 31 | 31 | 31  |
| 2024        | –  | 30 | 30  | –  | –  | 26 | 28  | –    | 30 | 31 | 35 | 35  |
| 2025        | –  | –  | –   | 34 | –  | –  | 37  |      |    |    |    |     |

Innym rankingiem stosowanym do określenia mocy reprezentacji narodowych jest ranking Elo, oparty na rankingu szachowym Elo. Możliwy jest on do ustalenia w dowolnym momencie historii licząc od 1872. Reprezentacja Polski największą liczbę punktów miała w nim we wrześniu 1974; zajmowała wtedy drugie miejsce na świecie. Ranking FIFA narodowych drużyn męskich przez wiele lat obliczany był według innego od Elo wzoru MITC, jednak w lipcu 2018 władze światowej federacji zmieniły zasady sporządzania swojego rankingu i odtąd obliczany jest on z wykorzystaniem szachowych zasad Arpada Elo (do tej pory korzystano z nich tylko w rankingu reprezentacji kobiecych).

## Rekordy

### Najwięcej występów

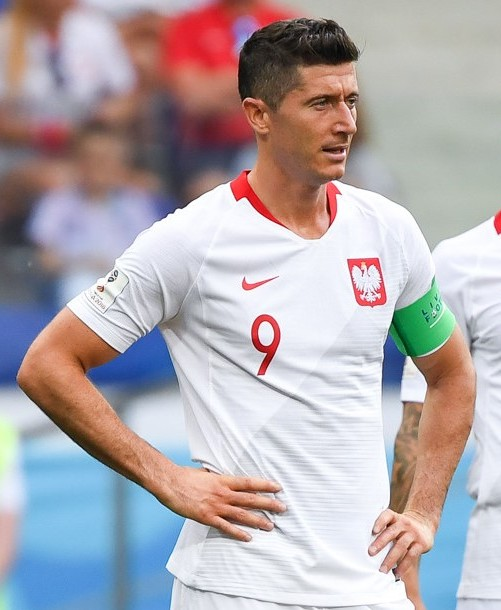
Robert Lewandowski z 85 golami jest najlepszym strzelcem w historii reprezentacji Polski, jest też rekordzistą w liczbie występów (158)

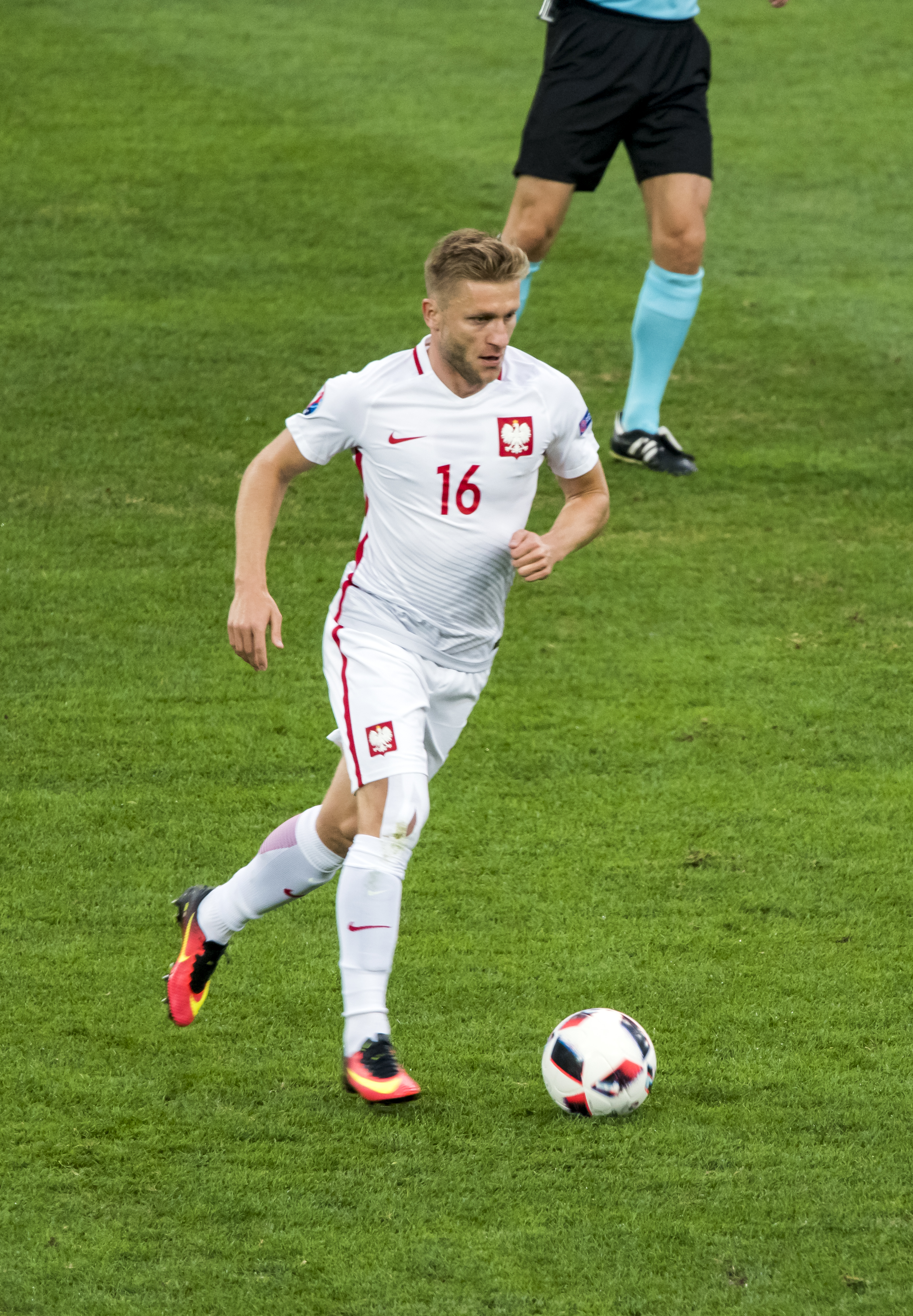
Jakub Błaszczykowski zaliczył 109 występów w reprezentacji

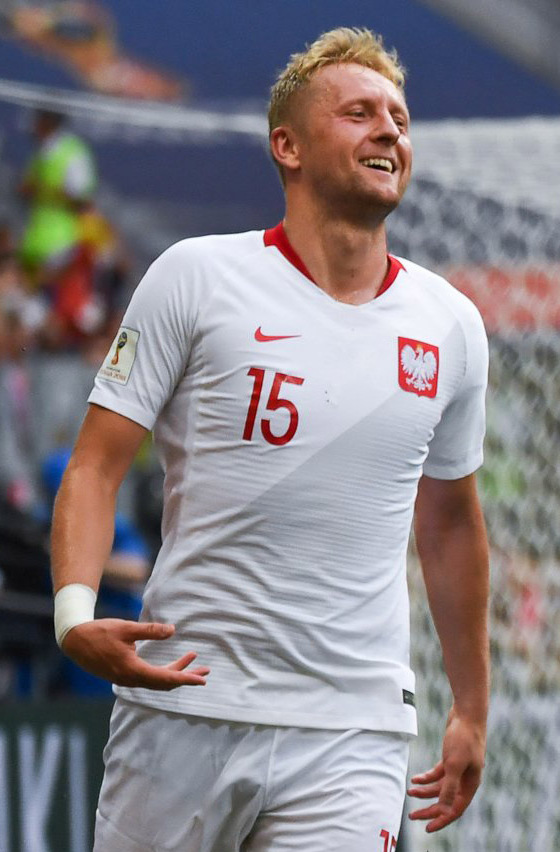
Kamil Glik zagrał dla reprezentacji Polski w oficjalnych meczach 103 razy

Lista zawodników z największą liczbą oficjalnych gier w polskiej drużynie narodowej w kategorii A (wg stanu z 10 czerwca 2025 po meczu z Finlandią). Pogrubiono piłkarzy obecnie aktywnych w grze reprezentacyjnej. Graczy z taką samą liczbą występów uszeregowano w kolejności chronologicznej.
| Lp. | Zawodnik             | Lata      | Mecze | Gole |
| --- | -------------------- | --------- | ----- | ---- |
| 1.  | Robert Lewandowski   | 2008–2025 | 158   | 85   |
| 2.  | Jakub Błaszczykowski | 2006–2023 | 109   | 21   |
| 3.  | Kamil Glik           | 2010–2022 | 103   | 6    |
| 4.  | Michał Żewłakow      | 1999–2011 | 102   | 3    |
| 5.  | Grzegorz Lato        | 1971–1984 | 100   | 45   |
| 5.  | Grzegorz Krychowiak  | 2008–2023 | 100   | 5    |
| 7.  | Piotr Zieliński      | 2013–     | 99    | 14   |
| 8.  | Kazimierz Deyna      | 1968–1978 | 97    | 41   |
| 9.  | Jacek Bąk            | 1993–2008 | 96    | 3    |
| 9.  | Jacek Krzynówek      | 1998–2009 | 96    | 15   |
| 11. | Kamil Grosicki       | 2008–2025 | 95    | 17   |
| 12. | Władysław Żmuda      | 1973–1986 | 91    | 2    |
| 13. | Wojciech Szczęsny    | 2009–2024 | 84    | 0    |
| 14. | Antoni Szymanowski   | 1970–1980 | 82    | 1    |
| 15. | Zbigniew Boniek      | 1976–1988 | 80    | 24   |
| 16. | Włodzimierz Lubański | 1963–1980 | 75    | 48   |
| 17. | Tomasz Wałdoch       | 1991–2002 | 74    | 2    |
| 18. | Arkadiusz Milik      | 2012–     | 73    | 17   |
| 19. | Maciej Żurawski      | 1998–2008 | 72    | 17   |
| 20. | Piotr Świerczewski   | 1992–2003 | 70    | 1    |
| 21. | Roman Kosecki        | 1988–1995 | 69    | 19   |
| 21. | Tomasz Kłos          | 1998–2006 | 69    | 6    |
| 21. | Jan Bednarek         | 2017–     | 69    | 1    |
| 24. | Mariusz Lewandowski  | 2002–2013 | 66    | 5    |
| 24. | Łukasz Piszczek      | 2007–2019 | 66    | 3    |
| 24. | Maciej Rybus         | 2009–2021 | 66    | 2    |
| 27. | Dariusz Dudka        | 2004–2012 | 65    | 2    |
| 27. | Artur Boruc          | 2004–2017 | 65    | 0    |
| 29. | Jan Tomaszewski      | 1971–1981 | 63    | 0    |
| 29. | Dariusz Dziekanowski | 1981–1990 | 63    | 20   |
| 31. | Robert Gadocha       | 1967–1975 | 62    | 16   |
| 31. | Roman Wójcicki       | 1978–1989 | 62    | 2    |
| 31. | Tomasz Hajto         | 1996–2005 | 62    | 6    |
| 34. | Henryk Kasperczak    | 1973–1978 | 61    | 5    |
| 34. | Andrzej Szarmach     | 1973–1982 | 61    | 32   |
| 36. | Włodzimierz Smolarek | 1980–1992 | 60    | 13   |
| 36. | Jacek Zieliński      | 1995–2003 | 60    | 1    |
| 36. | Marcin Wasilewski    | 2002–2013 | 60    | 3    |
| 36. | Jerzy Dudek          | 1998–2013 | 60    | 0    |

### Najlepsi strzelcy

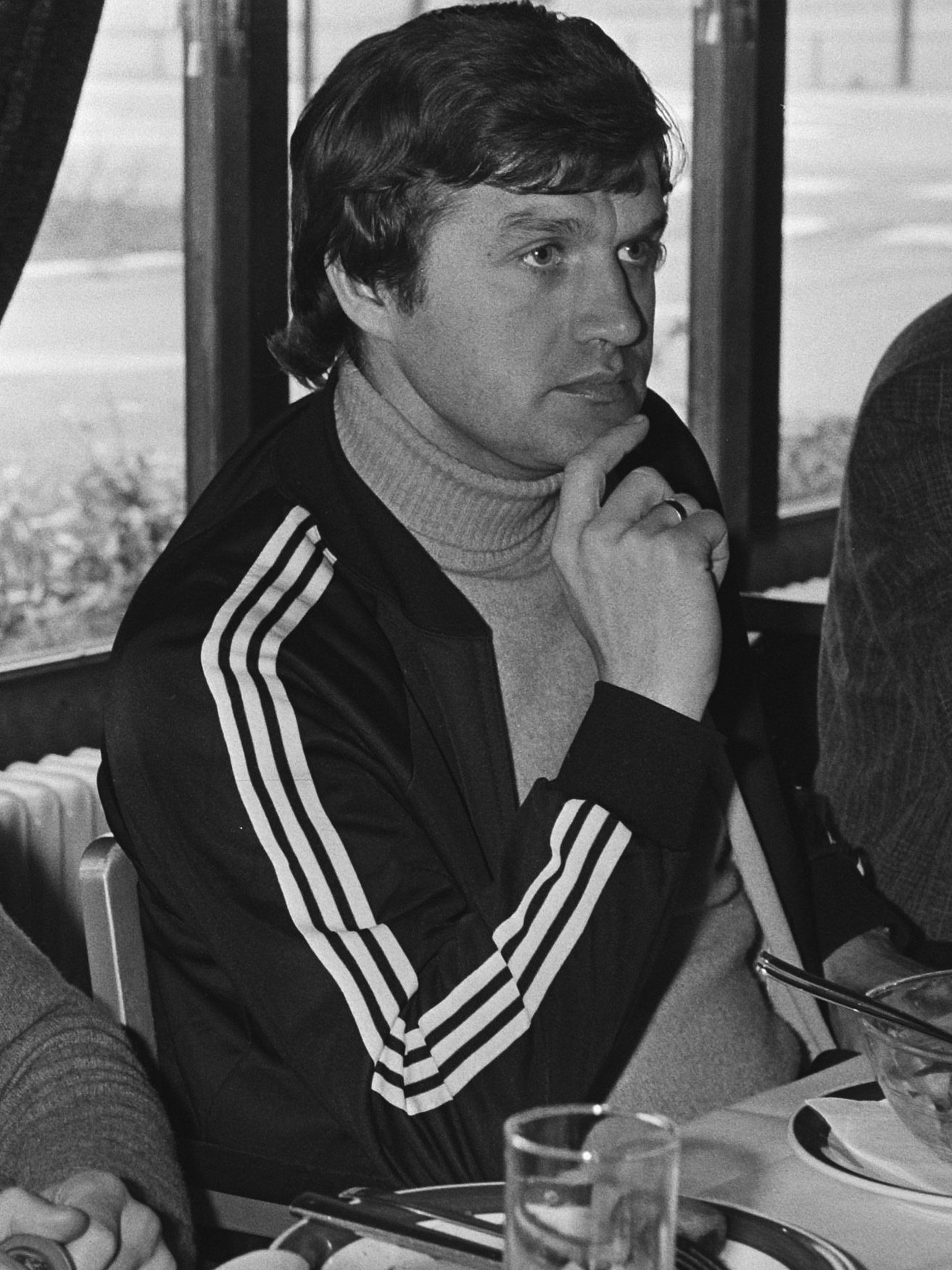
Włodzimierz Lubański w liczbie strzelonych bramek (48 goli) ustępuje tylko Robertowi Lewandowskiemu

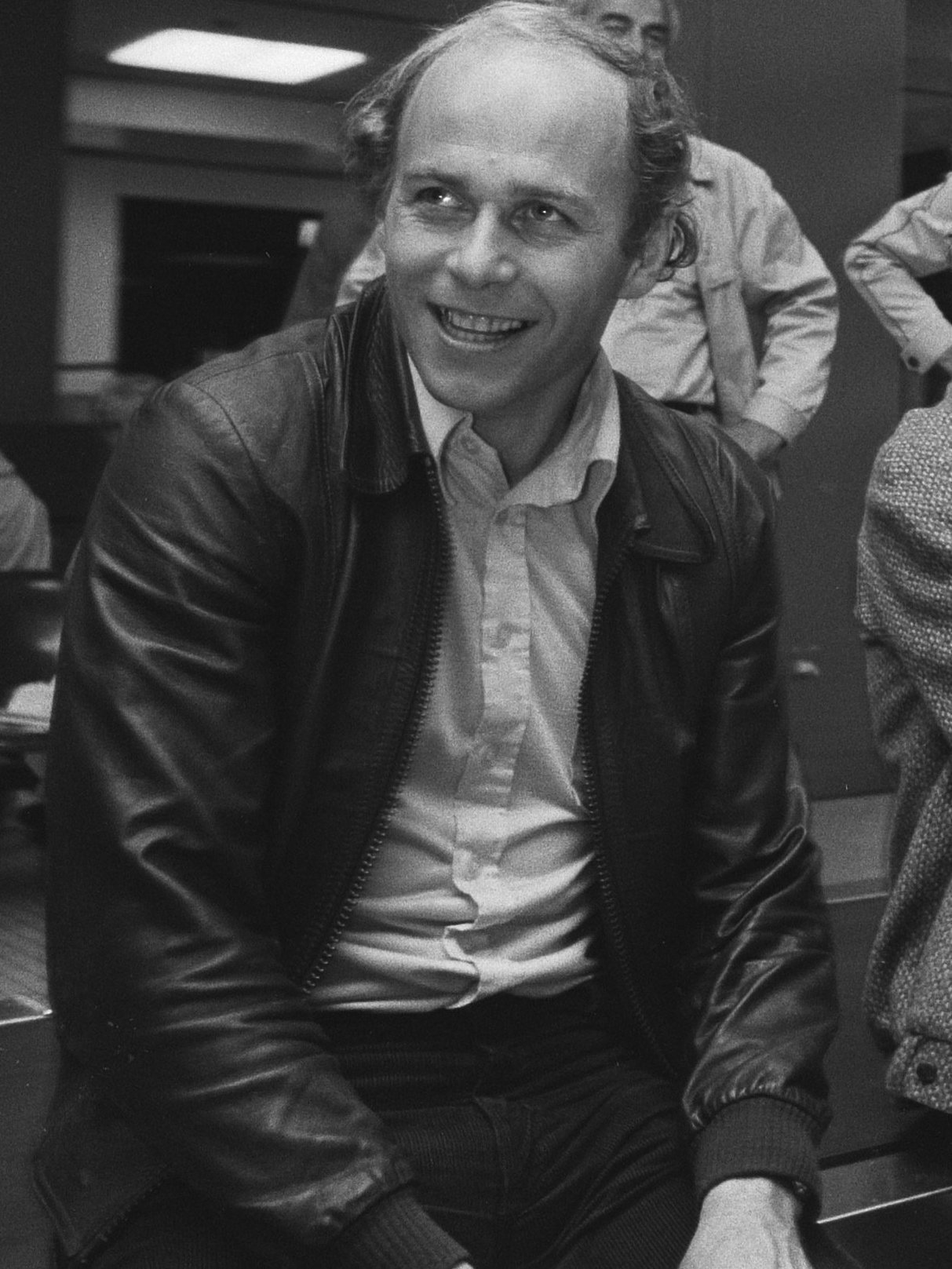
Grzegorz Lato uzyskał w barwach Polski 45 trafień

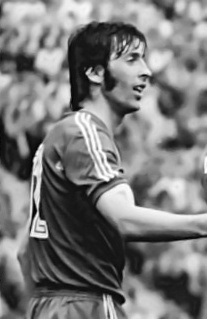
Kazimierz Deyna w polskiej drużynie państwowej zdobył 41 goli

Lista zawodników z największą liczbą zdobytych bramek w polskiej drużynie narodowej w oficjalnych spotkaniach kategorii A (wg stanu z 10 czerwca 2025 po meczu z Finlandią). Pogrubiono piłkarzy obecnie aktywnych w grze reprezentacyjnej. Graczy z taką samą liczbą goli uszeregowano w kolejności chronologicznej.
| Lp. | Zawodnik             | Lata      | Gole | Mecze | Średnia |
| --- | -------------------- | --------- | ---- | ----- | ------- |
| 1.  | Robert Lewandowski   | 2008–2025 | 85   | 158   | 0,54    |
| 2.  | Włodzimierz Lubański | 1963–1980 | 48   | 75    | 0,64    |
| 3.  | Grzegorz Lato        | 1971–1984 | 45   | 100   | 0,45    |
| 4.  | Kazimierz Deyna      | 1968–1978 | 41   | 97    | 0,42    |
| 5.  | Ernest Pol           | 1955–1965 | 39   | 46    | 0,85    |
| 6.  | Andrzej Szarmach     | 1973–1982 | 32   | 61    | 0,52    |
| 7.  | Gerard Cieślik       | 1947–1958 | 27   | 45    | 0,60    |
| 8.  | Zbigniew Boniek      | 1976–1988 | 24   | 80    | 0,30    |
| 9.  | Ernest Wilimowski    | 1934–1939 | 21   | 22    | 0,95    |
| 9.  | Jakub Błaszczykowski | 2006–2023 | 21   | 109   | 0,19    |
| 11. | Dariusz Dziekanowski | 1981–1990 | 20   | 63    | 0,32    |
| 12. | Roman Kosecki        | 1988–1995 | 19   | 69    | 0,28    |
| 12. | Euzebiusz Smolarek   | 2002–2010 | 19   | 47    | 0,40    |
| 14. | Lucjan Brychczy      | 1954–1969 | 18   | 58    | 0,31    |
| 15. | Maciej Żurawski      | 1998–2008 | 17   | 72    | 0,24    |
| 15. | Kamil Grosicki       | 2008–2025 | 17   | 95    | 0,18    |
| 15. | Arkadiusz Milik      | 2012–     | 17   | 73    | 0,23    |
| 18. | Józef Nawrot         | 1928–1935 | 16   | 19    | 0,84    |
| 18. | Robert Gadocha       | 1967–1975 | 16   | 62    | 0,26    |
| 20. | Jacek Krzynówek      | 1998–2009 | 15   | 96    | 0,16    |
| 21. | Piotr Zieliński      | 2013–     | 14   | 99    | 0,14    |
| 22. | Włodzimierz Smolarek | 1980–1992 | 13   | 60    | 0,22    |
| 22. | Andrzej Juskowiak    | 1992–2001 | 13   | 39    | 0,33    |
| 22. | Karol Świderski      | 2021–     | 13   | 42    | 0,31    |
| 25. | Krzysztof Piątek     | 2018–     | 12   | 37    | 0,32    |
| 26. | Wawrzyniec Staliński | 1922–1928 | 11   | 13    | 0,85    |
| 26. | Leonard Piątek       | 1936–1939 | 11   | 17    | 0,65    |
| 26. | Eugeniusz Faber      | 1959–1969 | 11   | 36    | 0,31    |
| 26. | Andrzej Jarosik      | 1965–1972 | 11   | 25    | 0,44    |
| 26. | Andrzej Iwan         | 1978–1987 | 11   | 29    | 0,38    |
| 26. | Wojciech Kowalczyk   | 1991–1999 | 11   | 39    | 0,28    |
| 26. | Emmanuel Olisadebe   | 2000–2004 | 11   | 25    | 0,44    |
| 26. | Radosław Kałużny     | 1997–2005 | 11   | 41    | 0,27    |
| 34. | Zygfryd Szołtysik    | 1963–1972 | 10   | 46    | 0,22    |
| 34. | Joachim Marx         | 1966–1975 | 10   | 23    | 0,43    |
| 34. | Jan Furtok           | 1984–1993 | 10   | 36    | 0,28    |
| 34. | Marek Leśniak        | 1986–1994 | 10   | 20    | 0,50    |
| 34. | Paweł Kryszałowicz   | 1999–2004 | 10   | 33    | 0,30    |
| 34. | Tomasz Frankowski    | 1999–2006 | 10   | 22    | 0,45    |

Zawodnicy z największą liczbą zdobytych bramek w meczach o punkty (eliminacje i finały MŚ oraz eliminacje i finały ME)
| Lp. | Zawodnik             | Lata      | Razem (fin.) | MŚ (fin.) | ME (fin.) | Wyszczególnienie                                                                                   |
| --- | -------------------- | --------- | ------------ | --------- | --------- | -------------------------------------------------------------------------------------------------- |
| 1.  | Robert Lewandowski   | 2008–2025 | 61 (8)       | 33 (2)    | 28 (6)    | 2010 – 2, 2012 – 1, 2014 – 3, 2016 – 13+1, 2018 – 16, 2020 – 6+3, 2022 – 9+2, 2024 – 3+1, 2026 – 1 |
| 2.  | Włodzimierz Lubański | 1963–1980 | 21 (0)       | 15 (0)    | 6 (0)     | 1966 – 5, 1968 – 2, 1970 – 7, 1972 – 4, 1974 – 1, 1978 – 2                                         |
| 3.  | Grzegorz Lato        | 1971–1984 | 19 (10)      | 15 (10)   | 4 (0)     | 1974 – 1+7, 1976 – 3, 1978 – 4+2, 1980 – 1, 1982 – 0+1                                             |
| 4.  | Euzebiusz Smolarek   | 2002–2010 | 15 (0)       | 6 (0)     | 9 (0)     | 2006 – 1, 2008 – 9, 2010 – 5                                                                       |
| 5.  | Zbigniew Boniek      | 1976–1988 | 14 (6)       | 10 (6)    | 4 (0)     | 1978 – 1+2, 1980 – 3, 1982 – 1+4, 1984 – 1, 1986 – 2                                               |
| 6.  | Kazimierz Deyna      | 1968–1978 | 14 (4)       | 14 (4)    | –         | 1970 – 6, 1974 – 0+3, 1978 – 4+1                                                                   |
| 7.  | Andrzej Szarmach     | 1973–1982 | 13 (7)       | 10 (7)    | 3 (0)     | 1974 – 0+5, 1976 – 3, 1978 – 2+1, 1982 – 1+1                                                       |
| 8.  | Włodzimierz Smolarek | 1980–1992 | 13 (2)       | 10 (2)    | 3 (0)     | 1982 – 5+1, 1984 – 2, 1986 – 3+1, 1988 – 1                                                         |
| 9.  | Arkadiusz Milik      | 2012–     | 11 (1)       | 2 (0)     | 9 (1)     | 2016 – 6+1, 2018 – 1, 2020 – 1, 2022 – 1, 2024 – 1                                                 |
| 10. | Andrzej Juskowiak    | 1992–2001 | 11 (0)       | 3 (0)     | 8 (0)     | 1996 – 7, 1998 – 3, 2000 – 1                                                                       |
| 11. | Jakub Błaszczykowski | 2006–2023 | 10 (3)       | 6 (0)     | 4 (3)     | 2010 – 1, 2012 – 1, 2014 – 4, 2016 – 1+2, 2018 – 1                                                 |
| 12. | Emmanuel Olisadebe   | 2000–2004 | 9 (1)        | 9 (1)     | –         | 2002 – 8+1                                                                                         |
| 13. | Dariusz Dziekanowski | 1981–1990 | 9 (0)        | 4 (0)     | 5 (0)     | 1982 – 1, 1984 – 1, 1986 – 3, 1988 – 3, 1992 – 1                                                   |
| 13. | Karol Świderski      | 2021–     | 9 (0)        | 7 (0)     | 2 (0)     | 2022 – 5, 2024 – 2, 2026 – 2                                                                       |
| 15. | Maciej Żurawski      | 1998–2008 | 8 (0)        | 7 (0)     | 1 (0)     | 2006 – 7, 2008 – 1                                                                                 |
| 15. | Jacek Krzynówek      | 1998–2009 | 8 (0)        | 4 (0)     | 4 (0)     | 2006 – 4, 2008 – 4                                                                                 |
| 15. | Kamil Grosicki       | 2008–2024 | 8 (0)        | 3 (0)     | 5 (0)     | 2016 – 4, 2018 – 3, 2020 – 1                                                                       |
| 18. | Adam Buksa           | 2021–     | 7 (1)        | 5 (0)     | 2 (1)     | 2022 – 5, 2024 – 1+1                                                                               |
| 18. | Krzysztof Piątek     | 2018–     | 7 (1)        | 2 (0)     | 5 (1)     | 2020 – 4, 2022 – 2, 2024 – 1                                                                       |
| 20. | Robert Gadocha       | 1967–1975 | 7 (0)        | 2 (0)     | 5 (0)     | 1972 – 3, 1974 – 2, 1976 – 2                                                                       |
| 20. | Tomasz Frankowski    | 1999–2006 | 7 (0)        | 7 (0)     | –         | 2006 – 7                                                                                           |
| 22. | Lucjan Brychczy      | 1954–1969 | 6 (0)        | 3 (0)     | 3 (0)     | 1958 – 2, 1960 – 1, 1962 – 1, 1968 – 2                                                             |
| 22. | Radosław Kałużny     | 1997–2005 | 6 (0)        | 6 (0)     | –         | 2002 – 5, 2006 – 1                                                                                 |
| 24. | Ernest Wilimowski    | 1934–1939 | 5 (4)        | 5 (4)     | –         | 1938 – 1+4                                                                                         |
| 25. | Grzegorz Krychowiak  | 2008–2023 | 5 (1)        | 2 (1)     | 3 (0)     | 2016 – 2, 2018 – 0+1, 2020 – 1, 2022 – 1                                                           |
| 26. | Andrzej Jarosik      | 1965–1972 | 5 (0)        | 4 (0)     | 1 (0)     | 1968 – 1, 1970 – 4                                                                                 |
| 26. | Marek Leśniak        | 1986–1994 | 5 (0)        | 3 (0)     | 2 (0)     | 1988 – 2, 1994 – 3                                                                                 |

Zawodnicy z największą liczbą zdobytych bramek w mistrzostwach świata (eliminacje i finały)
| Lp. | Zawodnik             | Lata gry  | Razem (fin.) | Wyszczególnienie                          |
| --- | -------------------- | --------- | ------------ | ----------------------------------------- |
| 1.  | Robert Lewandowski   | 2008–2025 | 33 (2)       | 2010 – 2, 2014 – 3, 2018 – 16, 2022 – 9+2 |
| 2.  | Grzegorz Lato        | 1971–1984 | 15 (10)      | 1974 – 1+7, 1978 – 4+2, 1982 – 0+1        |
| 3.  | Włodzimierz Lubański | 1963–1980 | 15 (–)       | 1966 – 5, 1970 – 7, 1974 – 1, 1978 – 2    |
| 4.  | Kazimierz Deyna      | 1968–1978 | 14 (4)       | 1970 – 6, 1974 – 0+3, 1978 – 4+1          |
| 5.  | Andrzej Szarmach     | 1972–1982 | 10 (7)       | 1974 – 0+5, 1978 – 2+1, 1982 – 1+1        |
| 6.  | Zbigniew Boniek      | 1976–1988 | 10 (6)       | 1978 – 1+2, 1982 – 1+4, 1986 – 2          |
| 7.  | Włodzimierz Smolarek | 1980–1992 | 10 (2)       | 1982 – 5+1, 1986 – 3+1                    |
| 8.  | Emmanuel Olisadebe   | 2000–2004 | 9 (1)        | 2002 – 8+1                                |
| 9.  | Maciej Żurawski      | 1998–2008 | 7 (–)        | 2006 – 7                                  |
| 9.  | Tomasz Frankowski    | 1999–2006 | 7 (–)        | 2006 – 7                                  |
| 9.  | Karol Świderski      | 2021–     | 7 (–)        | 2022 – 5, 2026 – 2                        |
| 12. | Radosław Kałużny     | 1997–2005 | 6 (–)        | 2002 – 5, 2006 – 1                        |
| 12. | Euzebiusz Smolarek   | 2002–2010 | 6 (–)        | 2006 – 1, 2010 – 5                        |
| 12. | Jakub Błaszczykowski | 2006–2023 | 6 (–)        | 2010 – 1, 2014 – 4, 2018 – 1              |
| 15. | Ernest Wilimowski    | 1934–1939 | 5 (4)        | 1938 – 1+4                                |
| 16. | Adam Buksa           | 2021–     | 5 (–)        | 2022 – 5                                  |
| 17. | Marcin Żewłakow      | 2000–2004 | 4 (1)        | 2002 – 3+1                                |
| 17. | Piotr Zieliński      | 2013–     | 4 (1)        | 2014 – 2, 2022 – 1+1                      |
| 19. | Edward Jankowski     | 1952–1961 | 4 (–)        | 1958 – 4                                  |
| 19. | Andrzej Jarosik      | 1965–1972 | 4 (–)        | 1970 – 4                                  |
| 19. | Dariusz Dziekanowski | 1981–1990 | 4 (–)        | 1982 – 1, 1986 – 3                        |
| 19. | Jacek Krzynówek      | 1998–2009 | 4 (–)        | 2006 – 4                                  |
| 19. | Marek Saganowski     | 1996–2012 | 4 (–)        | 2006 – 2, 2010 – 2                        |
| 24. | Andrzej Buncol       | 1980–1986 | 3 (1)        | 1982 – 2+1                                |
| 24. | Paweł Kryszałowicz   | 1999–2004 | 3 (1)        | 2002 – 2+1                                |
| 26. | Lucjan Brychczy      | 1954–1969 | 3 (–)        | 1958 – 2, 1962 – 1                        |
| 26. | Jerzy Sadek          | 1965–1971 | 3 (–)        | 1966 – 3                                  |
| 26. | Marek Leśniak        | 1986–1994 | 3 (–)        | 1994 – 3                                  |
| 26. | Krzysztof Warzycha   | 1984–1997 | 3 (–)        | 1990 – 1, 1994 – 1, 1998 – 1              |
| 26. | Andrzej Juskowiak    | 1992–2001 | 3 (–)        | 1998 – 3                                  |
| 26. | Łukasz Piszczek      | 2007–2019 | 3 (–)        | 2014 – 2, 2018 – 1                        |
| 26. | Kamil Grosicki       | 2008–2024 | 3 (–)        | 2018 – 3                                  |

Zawodnicy z największą liczbą zdobytych bramek w mistrzostwach Europy (eliminacje i finały)
| Lp. | Zawodnik             | Lata gry  | Razem (fin.) | Wyszczególnienie                              |
| --- | -------------------- | --------- | ------------ | --------------------------------------------- |
| 1.  | Robert Lewandowski   | 2008–2025 | 28 (6)       | 2012 – 1, 2016 – 13+1, 2020 – 6+3, 2024 – 3+1 |
| 2.  | Arkadiusz Milik      | 2012–     | 9 (1)        | 2016 – 6+1, 2020 – 1, 2024 – 1                |
| 3.  | Euzebiusz Smolarek   | 2002–2010 | 9 (–)        | 2008 – 9                                      |
| 4.  | Andrzej Juskowiak    | 1992–2001 | 8 (–)        | 1996 – 7, 2000 – 1                            |
| 5.  | Włodzimierz Lubański | 1963–1980 | 6 (–)        | 1968 – 2, 1972 – 4                            |
| 6.  | Krzysztof Piątek     | 2019–     | 5 (1)        | 2020 – 4, 2024 – 1                            |
| 7.  | Robert Gadocha       | 1967–1975 | 5 (–)        | 1972 – 3, 1976 – 2                            |
| 7.  | Dariusz Dziekanowski | 1981–1990 | 5 (–)        | 1984 – 1, 1988 – 3, 1992 – 1                  |
| 7.  | Kamil Grosicki       | 2008–2024 | 5 (–)        | 2016 – 4, 2020 – 1                            |
| 10. | Jakub Błaszczykowski | 2006–2023 | 4 (2)        | 2012 – 1, 2016 – 1+2                          |
| 11. | Grzegorz Lato        | 1971–1984 | 4 (–)        | 1976 – 3, 1980 – 1                            |
| 11. | Zbigniew Boniek      | 1976–1988 | 4 (–)        | 1980 – 3, 1984 – 1                            |
| 11. | Roman Kosecki        | 1988–1995 | 4 (–)        | 1992 – 1, 1996 – 3                            |
| 11. | Jacek Krzynówek      | 1998–2009 | 4 (–)        | 2008 – 4                                      |
| 15. | Lucjan Brychczy      | 1954–1969 | 3 (–)        | 1960 – 1, 1968 – 2                            |
| 15. | Janusz Żmijewski     | 1965–1969 | 3 (–)        | 1968 – 3                                      |
| 15. | Andrzej Szarmach     | 1973–1982 | 3 (–)        | 1976 – 3                                      |
| 15. | Roman Ogaza          | 1974–1981 | 3 (–)        | 1980 – 3                                      |
| 15. | Włodzimierz Smolarek | 1980–1992 | 3 (–)        | 1984 – 2, 1988 – 1                            |
| 15. | Ryszard Tarasiewicz  | 1984–1991 | 3 (–)        | 1988 – 1, 1992 – 2                            |
| 15. | Tomasz Iwan          | 1995–2002 | 3 (–)        | 2000 – 3                                      |
| 15. | Radosław Matusiak    | 2006–2008 | 3 (–)        | 2008 – 3                                      |
| 15. | Grzegorz Krychowiak  | 2008–2023 | 3 (–)        | 2016 – 2, 2020 – 1                            |
| 15. | Sebastian Szymański  | 2019–     | 3 (–)        | 2020 – 2, 2024 – 1                            |

### Rekordy krajowe
| Zawodnik             | Data                  | Rekord                                              |
| -------------------- | --------------------- | --------------------------------------------------- |
| Włodzimierz Lubański | 04.09.1963            | Najmłodszy gracz w historii (16 lat i 188 dni).     |
| Jerzy Dudek          | 04.06.2013            | Najstarszy gracz w historii (40 lat i 73 dni).      |
| Włodzimierz Lubański | 04.09.1963            | Najmłodszy strzelec w historii (16 lat i 188 dni).  |
| Robert Lewandowski   | 21.03.2025            | Najstarszy strzelec w historii (36 lat i 212 dni)   |
| Kamil Grosicki       | 02.02.2008–06.06.2025 | Najdłuższy staż w reprezentacji (17 lat i 124 dni). |

- 13 kolejnych meczów bez porażki (16.08.2000–01.09.2001[164] oraz 06.06.2016–10.06.2017),
- 7 kolejnych zwycięstw (29.05.2005–07.10.2005)[165],
- 5 kolejnych remisów (01.02.1993–31.03.1993)[165],
- 6 kolejnych porażek (15.10.1933–09.09.1934)[165],
- 13 kolejnych meczów bez zwycięstwa (29.06.1995–09.10.1996)[166],
- 14 kolejnych meczów o punkty bez porażki (02.05.1979–04.07.1982 oraz 07.09.2015–10.06.2017).

### Rekordy międzynarodowe
| Zawodnik           | Data      | Rekord | Uwagi |
| ------------------ | --------- | --- | --- |
| Walter Brom        | 1938      | Najmłodszy w historii bramkarz powołany na MŚ (17 lat podczas MŚ 1938).                                     | |
| Ernest Wilimowski  | 1938      | Najwięcej goli w jednym meczu mistrzostw świata (4 bramki na MŚ 1938).                                      | rekord pobity przez Olega Salenkę w 1994 |
| Ernest Wilimowski  | 1938      | Najwięcej goli w przegranym meczu MŚ (4 bramki podczas MŚ 1938).                                            | |
| Jan Tomaszewski    | 1974      | Pierwszy bramkarz, który obronił dwa rzuty karne w czasie gry w jednym turnieju MŚ.                         | pierwszy, ale nie jedyny (od 2002) |
| Władysław Żmuda    | 1974–1986 | Najwięcej meczów rozegranych w MŚ (21).                                                                     | wspólnie z Uwem Seelerem, od 1994 wspólnie z Diego Maradoną i Lottarem Matthausem; w 1998 rekord pobity przez Lotthara Matthausa (obecny rekordzista: Lionel Messi (od 2022)) |
| Kazimierz Deyna    | 1974–1978 | Najwięcej meczów w MŚ w roli kapitana drużyny (13).                                                         | w 2022 rekord pobity przez Lionela Messiego (19) |
| Zbigniew Boniek    | 1978–1986 | Pierwszy zawodnik, który został napomniany żółtą kartką w trzech turniejach MŚ.                             | |
| Przemysław Tytoń   | 2012      | Pierwszy bramkarz, który w ME obronił rzut karny po wejściu na boisko z ławki rezerwowych (ME 2012).        | |
| Polska             | 2002–2006 | Pierwsza reprezentacja, która dwa razy z rzędu spotkała się w fazie grupowej z gospodarzem MŚ               | |
| Polska             | 1978–2006 | Reprezentacja pięciokrotnie z rzędu w swoim pierwszym meczu MŚ nie oddała celnego strzału na bramkę rywala. | |
| Robert Lewandowski | 2014–2015 | Najwięcej bramek w jednej edycji eliminacji ME w historii (13).                                             | rekord pobity w 2023 przez Romelu Lukaku |
| Robert Lewandowski | 2016–2017 | Najwięcej bramek w jednej edycji eliminacji MŚ w strefie europejskiej w historii (16).                      | |

## Bilanse meczów międzypaństwowych
|  | Bilans dodatni  |
|  | Bilans remisowy |
|  | Bilans ujemny   |

Stan na 10 czerwca 2025 po meczu z Finlandią
| Rywal                        | M  | W  | R  | P  | GZ | GS | RG  |
| ---------------------------- | -- | -- | -- | -- | -- | -- | --- |
| Albania                      | 15 | 10 | 3  | 2  | 20 | 10 | +10 |
| Algieria                     | 2  | 2  | 0  | 0  | 6  | 1  | +5  |
| Andora                       | 3  | 3  | 0  | 0  | 11 | 1  | +10 |
| Anglia                       | 21 | 1  | 8  | 12 | 13 | 33 | −20 |
| Arabia Saudyjska             | 4  | 4  | 0  | 0  | 7  | 2  | +5  |
| Argentyna                    | 12 | 3  | 2  | 7  | 12 | 20 | −8  |
| Armenia                      | 7  | 5  | 1  | 1  | 15 | 4  | +11 |
| Australia                    | 1  | 0  | 0  | 1  | 1  | 2  | −1  |
| Austria                      | 11 | 5  | 2  | 4  | 20 | 20 | 0   |
| Azerbejdżan                  | 6  | 5  | 1  | 0  | 20 | 1  | +19 |
| Belgia                       | 21 | 7  | 6  | 8  | 27 | 27 | 0   |
| Białoruś                     | 6  | 2  | 2  | 2  | 9  | 10 | −1  |
| Boliwia                      | 2  | 2  | 0  | 0  | 3  | 1  | +2  |
| Bośnia i Hercegowina         | 5  | 4  | 1  | 0  | 9  | 3  | +6  |
| Brazylia                     | 12 | 1  | 2  | 9  | 19 | 37 | −18 |
| Bułgaria                     | 25 | 12 | 8  | 5  | 47 | 30 | +17 |
| Chile                        | 2  | 1  | 1  | 0  | 3  | 2  | +1  |
| Chiny                        | 2  | 2  | 0  | 0  | 2  | 0  | +2  |
| Chorwacja                    | 7  | 1  | 2  | 4  | 6  | 11 | −5  |
| Cypr                         | 7  | 4  | 3  | 0  | 14 | 5  | +9  |
| Czarnogóra                   | 4  | 2  | 2  | 0  | 9  | 6  | +3  |
| Czechosłowacja               | 19 | 4  | 5  | 10 | 27 | 43 | −16 |
| Czechy                       | 10 | 4  | 1  | 5  | 12 | 13 | -1  |
| Dania                        | 23 | 8  | 2  | 13 | 38 | 49 | −11 |
| Egipt                        | 2  | 0  | 1  | 1  | 0  | 4  | −4  |
| Ekwador                      | 3  | 1  | 1  | 1  | 5  | 4  | +1  |
| Estonia                      | 10 | 8  | 1  | 1  | 23 | 5  | +18 |
| Finlandia                    | 34 | 22 | 8  | 4  | 83 | 31 | +52 |
| Francja                      | 18 | 3  | 6  | 9  | 18 | 31 | −13 |
| Ghana                        | 1  | 1  | 0  | 0  | 4  | 0  | +4  |
| Gibraltar                    | 2  | 2  | 0  | 0  | 15 | 1  | +14 |
| Grecja                       | 17 | 10 | 4  | 3  | 30 | 12 | +18 |
| Gruzja                       | 5  | 4  | 0  | 1  | 13 | 4  | +9  |
| Gwatemala                    | 2  | 1  | 1  | 0  | 3  | 2  | +1  |
| Haiti                        | 3  | 2  | 0  | 1  | 11 | 3  | +8  |
| Hiszpania                    | 11 | 1  | 2  | 8  | 9  | 28 | −19 |
| Holandia                     | 20 | 3  | 7  | 10 | 20 | 30 | −10 |
| Indie                        | 1  | 1  | 0  | 0  | 2  | 1  | +1  |
| Irak                         | 5  | 2  | 2  | 1  | 7  | 3  | +4  |
| Iran                         | 3  | 3  | 0  | 0  | 6  | 2  | +4  |
| Irlandia                     | 28 | 11 | 11 | 6  | 44 | 30 | +14 |
| Irlandia Północna            | 10 | 4  | 2  | 4  | 14 | 13 | +1  |
| Islandia                     | 7  | 5  | 2  | 0  | 15 | 7  | +8  |
| Izrael                       | 13 | 7  | 4  | 2  | 28 | 15 | +13 |
| Japonia                      | 7  | 5  | 0  | 2  | 14 | 10 | +4  |
| Jugosławia                   | 19 | 6  | 4  | 9  | 39 | 46 | −7  |
| Kamerun                      | 3  | 0  | 2  | 1  | 0  | 3  | −3  |
| Kanada                       | 6  | 6  | 0  | 0  | 20 | 4  | +16 |
| Kazachstan                   | 5  | 4  | 1  | 0  | 12 | 3  | +9  |
| Kolumbia                     | 6  | 2  | 0  | 4  | 8  | 10 | −2  |
| Korea Południowa             | 3  | 1  | 1  | 1  | 5  | 6  | −1  |
| Korea Północna               | 2  | 1  | 1  | 0  | 7  | 2  | +5  |
| Kostaryka                    | 3  | 3  | 0  | 0  | 8  | 3  | +5  |
| Kuba                         | 1  | 0  | 1  | 0  | 0  | 0  | 0   |
| Kuwejt                       | 2  | 1  | 1  | 0  | 3  | 1  | +2  |
| Libia                        | 1  | 1  | 0  | 0  | 5  | 0  | +5  |
| Liechtenstein                | 1  | 1  | 0  | 0  | 2  | 0  | +2  |
| Litwa                        | 13 | 7  | 4  | 2  | 19 | 8  | +11 |
| Luksemburg                   | 7  | 6  | 1  | 0  | 26 | 5  | +21 |
| Łotwa                        | 16 | 12 | 2  | 2  | 42 | 15 | +27 |
| Macedonia Północna           | 5  | 4  | 1  | 0  | 11 | 2  | +9  |
| Malta                        | 5  | 5  | 0  | 0  | 15 | 0  | +15 |
| Maroko                       | 5  | 2  | 2  | 1  | 9  | 3  | +6  |
| Meksyk                       | 9  | 3  | 3  | 3  | 9  | 13 | −4  |
| Mołdawia                     | 9  | 6  | 2  | 1  | 15 | 6  | +9  |
| Niemcy                       | 22 | 2  | 7  | 13 | 13 | 34 | -21 |
| NRD                          | 19 | 9  | 4  | 6  | 26 | 27 | −1  |
| Nigeria                      | 1  | 0  | 0  | 1  | 0  | 1  | −1  |
| Norwegia                     | 19 | 12 | 3  | 4  | 58 | 26 | +32 |
| Nowa Zelandia                | 2  | 1  | 1  | 0  | 2  | 0  | +2  |
| Paragwaj                     | 1  | 0  | 0  | 1  | 0  | 4  | −4  |
| Peru                         | 3  | 3  | 0  | 0  | 9  | 2  | +7  |
| Południowa Afryka            | 2  | 1  | 0  | 1  | 1  | 1  | 0   |
| Portugalia                   | 15 | 3  | 5  | 7  | 15 | 26 | −11 |
| Rosja                        | 5  | 1  | 3  | 1  | 7  | 7  | 0   |
| Rumunia                      | 36 | 7  | 15 | 14 | 57 | 56 | +1  |
| San Marino                   | 10 | 10 | 0  | 0  | 45 | 2  | +43 |
| Senegal                      | 1  | 0  | 0  | 1  | 1  | 2  | −1  |
| Serbia                       | 5  | 2  | 3  | 0  | 5  | 3  | +2  |
| Serbia i Czarnogóra          | 2  | 2  | 0  | 0  | 7  | 5  | +2  |
| Singapur                     | 1  | 1  | 0  | 0  | 6  | 1  | +5  |
| Słowacja                     | 9  | 3  | 1  | 5  | 14 | 14 | 0   |
| Słowenia                     | 8  | 3  | 3  | 2  | 9  | 9  | 0   |
| Stany Zjednoczone            | 17 | 7  | 3  | 7  | 36 | 22 | +14 |
| Szkocja                      | 13 | 4  | 6  | 3  | 19 | 18 | +1  |
| Szwajcaria                   | 11 | 4  | 6  | 1  | 21 | 12 | +9  |
| Szwecja                      | 28 | 9  | 4  | 15 | 41 | 59 | −18 |
| Tajlandia                    | 1  | 1  | 0  | 0  | 3  | 1  | +2  |
| Tunezja                      | 4  | 3  | 0  | 1  | 9  | 2  | +7  |
| Turcja                       | 18 | 12 | 3  | 3  | 41 | 13 | +28 |
| Ukraina                      | 10 | 5  | 2  | 3  | 14 | 10 | +4  |
| Urugwaj                      | 4  | 1  | 2  | 1  | 4  | 5  | −1  |
| Walia                        | 11 | 7  | 3  | 1  | 13 | 6  | +7  |
| Węgry                        | 34 | 8  | 5  | 21 | 43 | 92 | −49 |
| Włochy                       | 18 | 3  | 8  | 7  | 10 | 23 | −13 |
| Wybrzeże Kości Słoniowej     | 1  | 1  | 0  | 0  | 3  | 1  | +2  |
| Wyspy Owcze                  | 5  | 5  | 0  | 0  | 16 | 1  | +15 |
| Zjednoczone Emiraty Arabskie | 2  | 2  | 0  | 0  | 9  | 2  | +7  |
| ZSRR                         | 14 | 3  | 3  | 8  | 11 | 27 | −16 |

Kursywą państwa nieistniejące

## Ciekawostki
Najszybciej strzelone gole (wszystkie w 1. minucie meczu)
| 23. sekunda | Rafał Boguski        | Polska – San Marino 10:0 (4:0) | 01.04.2009 | Kielce   | Arena Kielce               |
| 32. sekunda | Maciej Żurawski      | Polska – Albania 1:0 (1:0)     | 29.05.2005 | Szczecin | Stadion Miejski            |
| 34. sekunda | Wojciech Kowalczyk   | Polska – Finlandia 1:1 (1:1)   | 10.02.1999 | Ta’ Qali | Grawnd Nazzjonali Ta’ Qali |
| 40. sekunda | Włodzimierz Lubański | Polska – Jugosławia 2:2 (1:1)  | 13.05.1973 | Warszawa | Stadion Dziesięciolecia    |
| 47. sekunda | Piotr Nowak          | Polska – Izrael 4:3 (1:2)      | 25.04.1995 | Zabrze   | Stadion Górnika            |
| 60. sekunda | Paweł Janas          | Polska – Libia 5:0 (1:0)       | 19.08.1979 | Słupsk   | Stadion 650-lecia          |

Najszybciej stracone gole (wszystkie w 1. minucie meczu)
| 27. sekunda | Ladislav Krejčí   | Czechy – Polska 3:1 (2:0)         | 24.03.2023 | Praga                | Fortuna Arena               |
| 30. sekunda | František Pelcner | Polska – Czechosłowacja 0:4 (0:1) | 14.06.1931 | Warszawa             | Stadion Wojska Polskiego    |
| 34. sekunda | Martin Jakubko    | Słowacja – Polska 2:2 (2:0)       | 07.02.2007 | Jerez de la Frontera | Estadio Municipal de Chapín |
| 40. sekunda | Voitto Peltonen   | Finlandia – Polska 2:0 (2:0)      | 26.09.1965 | Helsinki             | Stadion Olimpijski          |
| 40. sekunda | Dincă Schileru    | Rumunia – Polska 4:1 (3:1)        | 03.11.1935 | Bukareszt            | Stadion ONEF                |
| 45. sekunda | Milan Galić       | Polska – Jugosławia 1:1 (1:1)     | 25.06.1961 | Chorzów              | Stadion Śląski              |